# Arte olmeca

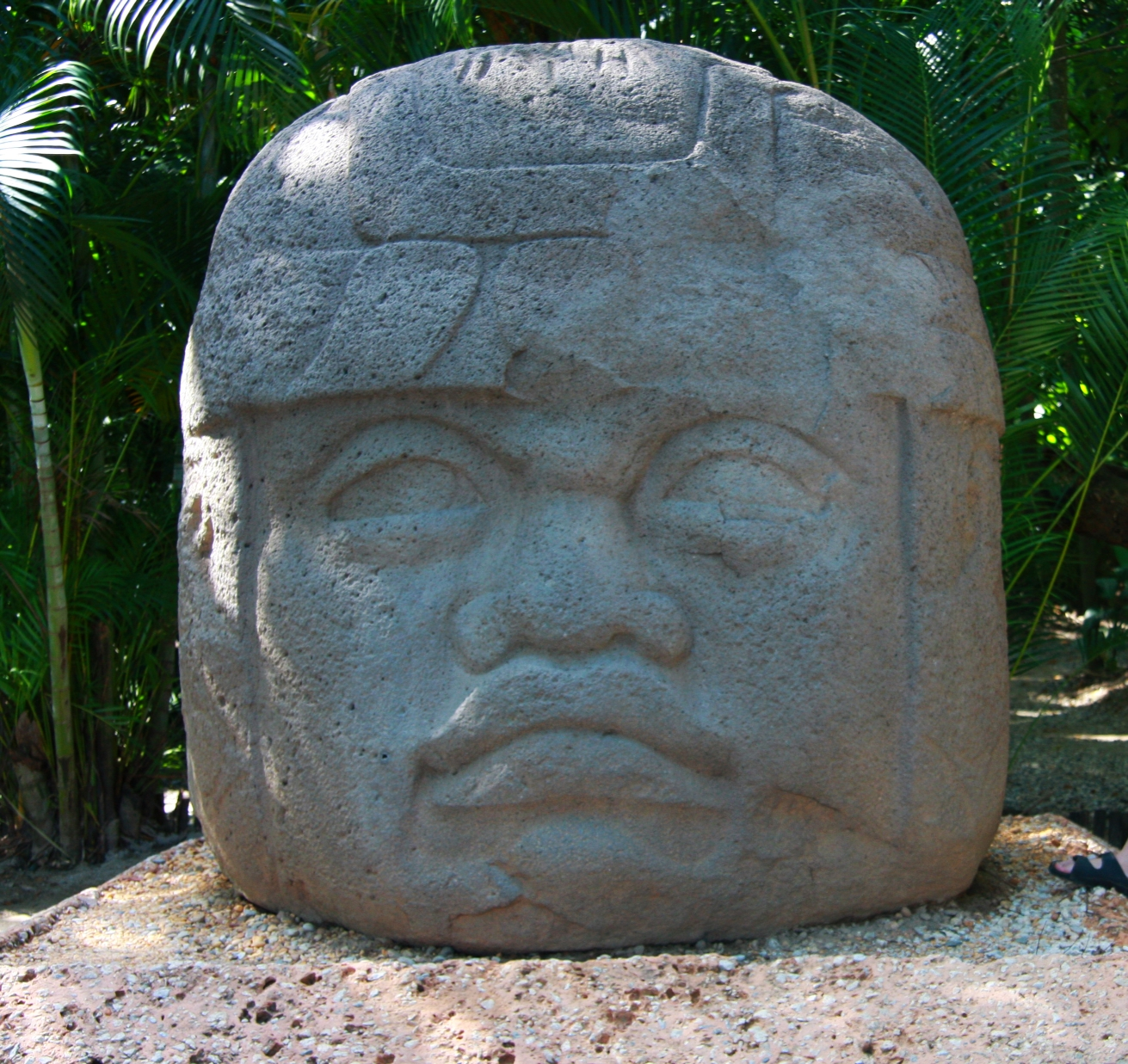
Cabeza colosal olmeca 1
puesta en el Parque-Museo La Venta.

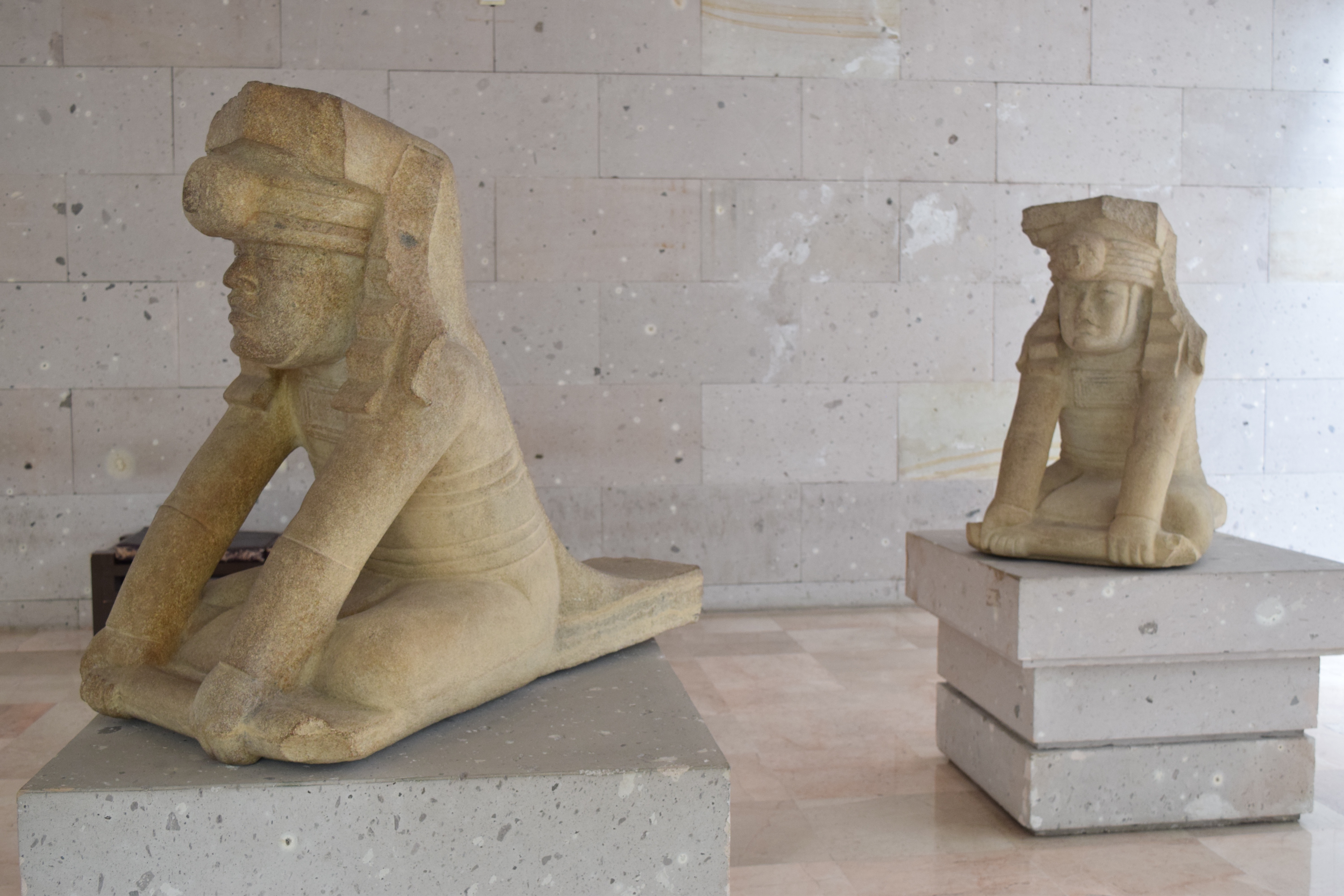
Los «Gemelos» de El Azuzul en el Museo de Antropología de Xalapa,

Arte olmeca se refiere a las manifestaciones artísticas que se conservan de la cultura olmeca que se desarrolló durante el Preclásico Medio de Mesoamérica (floreció entre 1200 a. C. y 500 a. C.) y es considerada la primera de las grandes civilizaciones de esa región. Aunque los olmecas ocuparon en especial la zona norte del istmo de Tehuantepec —los principales sitios arqueológicos están en San Lorenzo, La Venta y Tres Zapotes, así como en Villahermosa y Tabasco— su influencia se extendió a muchas regiones mesoamericanas y muchos aspectos culturales comunes de esas culturas se iniciaron con ellos, como el culto a las montañas y a los lugares elevados (como la pirámide cónica de La Venta), el culto a la Serpiente Emplumada y al dios jaguar, el juego de pelota o el simbolismo religioso del jade. La cultura olmeca, que inventó la escritura —usando pictogramas e ideogramas—, y el calendario, fue identificada en un principio como un estilo artístico y ese sigue siendo su sello distintivo. Fue una referencia y un legado para todas las culturas posteriores de América Central —toltecas, zapotecas y hasta los aztecas— siendo ejemplo la escritura maya, que tiene sus raíces en el primer sistema glífico desarrollado por los olmecas. 
Su arte se manifiesta a través de un gran dominio técnico de la escultura y de la talla, para muchos no superado por ninguna otra civilización precolombina. La mayor parte del arte olmeca es naturalista, pero también se utiliza una rica iconografía que refleja un significado religioso, con criaturas antropomórficas fantásticas, a menudo altamente estilizadas.  Se puede distinguir un arte monumental o colosal —hecho en arcilla, piedra (principalmente basalto y andesita) y madera— y  un arte menor o mobiliario —a base de jade-jadeíta y otras piedras verdes (serpentina) y de obsidiana—, junto con  algunas pinturas rupestres.
Los monumentos de piedra se pueden agrupar en cuatro clases:
- Cabezas colosales de piedra (hasta 3 m de altura y 10 t de peso[7]),  ejemplo de escultura monumental tallada en basalto procedente de lejanas canteras, que son las obras más representativas del arte olmeca,[8] de las que se han encontrado 17 ejemplares en diversos sitios del área nuclear olmeca. Se caracterizan por su apariencia negroide, de ojos abotargados, labios carnosos y nariz ancha, con un casco encajado, que se cree pueden representar a dioses, a guerreros o a jefes —cabezas de linaje de familia o antepasados— e incluso a jugadores de pelota. (La apariencia negroide ha llevado a conjeturar que eran evidencias de algunos contactos interoceánicos en tiempos antiguos).[9]
- «Altares» rectangulares (probablemente tronos según Ann Cypher)[10][11][12] como el famoso altar 4 de La Venta, con una cavidad en su parte frontal que representa una puerta al inframundo, de donde sale un personaje mitológico que sostiene una cuerda que rodea todo el altar a modo de cenefa.
- Esculturas en bulto redondo, independientes, como «Los gemelos» de El Azuzul, el monumento San Martín Pajapan 1 o el Señor de Las Limas, una obra en serpentina de un joven en posición sedente que sostiene en sus brazos a un niño-jaguar, motivo frecuente en el arte olmeca.
- Estelas,  introducidas más tarde que las cabezas colosales, los altares o las esculturas independientes. En sus inicios eran una simple representación de figuras —como el monumento 19 o la estela 1 de La Venta—, pero más adelante llegaron a representar eventos históricos, en particular actos que legitimarian a los gobernantes. Esa tendencia culminaría en monumentos post-olmecas como la estela 1 de La Mojarra, que combina imágenes de gobernantes con glifos y fechas del calendario de cuenta larga.[13]

Otro tipo de artefactos mucho más pequeños son las tallas de piedra dura en jade de una cara en forma de máscara. El jade era un material particularmente precioso y sería utilizado como una señal de rango por las clases dominantes. Ya en 1500 a. C., los primeros escultores olmecas dominaban la forma humana, como atestiguan las esculturas de madera descubiertas en los zonas pantanosas de El Manatí. Los curadores y estudiosos se refieren a las máscaras faciales de «estilo olmeca» —cabezas humanas lo bastante grandes en comparación con el cuerpo del personaje, una combinación de ojos hundidos, fosas nasales chatas y boca amplia en arco ligeramente asimétrica, con el labio superior grueso (el labio olmeca, que se ha relacionado con la forma de la boca del jaguar) y un mentón pequeño, con  a veces con una hendidura en la cabeza— pero, hasta la fecha, no se ha recuperado ningún ejemplo en un contexto olmeca controlado arqueológicamente. Han sido recuperadas en sitios de otras culturas, incluido una depositada deliberadamente en el recinto ceremonial de Tenochtitlan (Ciudad de México). La máscara presumiblemente tendría unos 2000 años cuando los aztecas la habrían enterrado, lo que sugiere que tales máscaras fueron valoradas y coleccionadas como lo fueron las antigüedades romanas en Europa. Como las artes olmecas estaban fuertemente ligadas a su religión, que destacaba a los jaguares —creían que en el pasado lejano se habría formado una raza de «hombres-jaguar» entre la unión de un jaguar y una mujer— el «estilo olmeca» también combina características faciales de humanos y jaguares.
Destacan también una serie de figurillas de arcilla y piedra, conocidas como miniaturas olmecas, que se encuentran abundantemente en yacimientos arqueológicos a lo largo del periodo formativo, y entre ellas, los llamados rostros de bebé, pequeñas esculturas de cerámica de color blanco, con cara de niño, cabeza grande, ojos almendrados, labios gruesos, ataviadas con un casco, y el cuerpo en forma de pera. También pueden citarse las hachas Kunz (también conocidas como «hachas votivas»), figuras que representarían a los «hombres-jaguar» y que aparentemente fueron utilizadas para rituales. En la mayoría de los casos, la cabeza es la mitad del volumen total de la figura. Todas las hachas Kunz tienen la nariz plana y una boca abierta. El nombre «Kunz» proviene de George Frederick Kunz, un mineralogista estadounidense, que describió una figura en 1890. Otros jades característicos son las llamadas «cucharas olmecas». Las muestras artísticas son muy complejas y aun hay muchos objetos que se están investigando.
En la zona del istmo de Tehuantepec también se desarrolló la cerámica, que en Barra, Locona y Ocós alcanza grandes alturas artísticas.
Las principales piezas olmecas han sido recuperadas de los yacimientos excavados y han sido trasladadas a museos, siendo las mejores colecciones las del Museo de Antropología de Xalapa y del Parque Museo La Venta, con destacados ejemplares también en el Museo Nacional de Antropología de la capital mexicana.

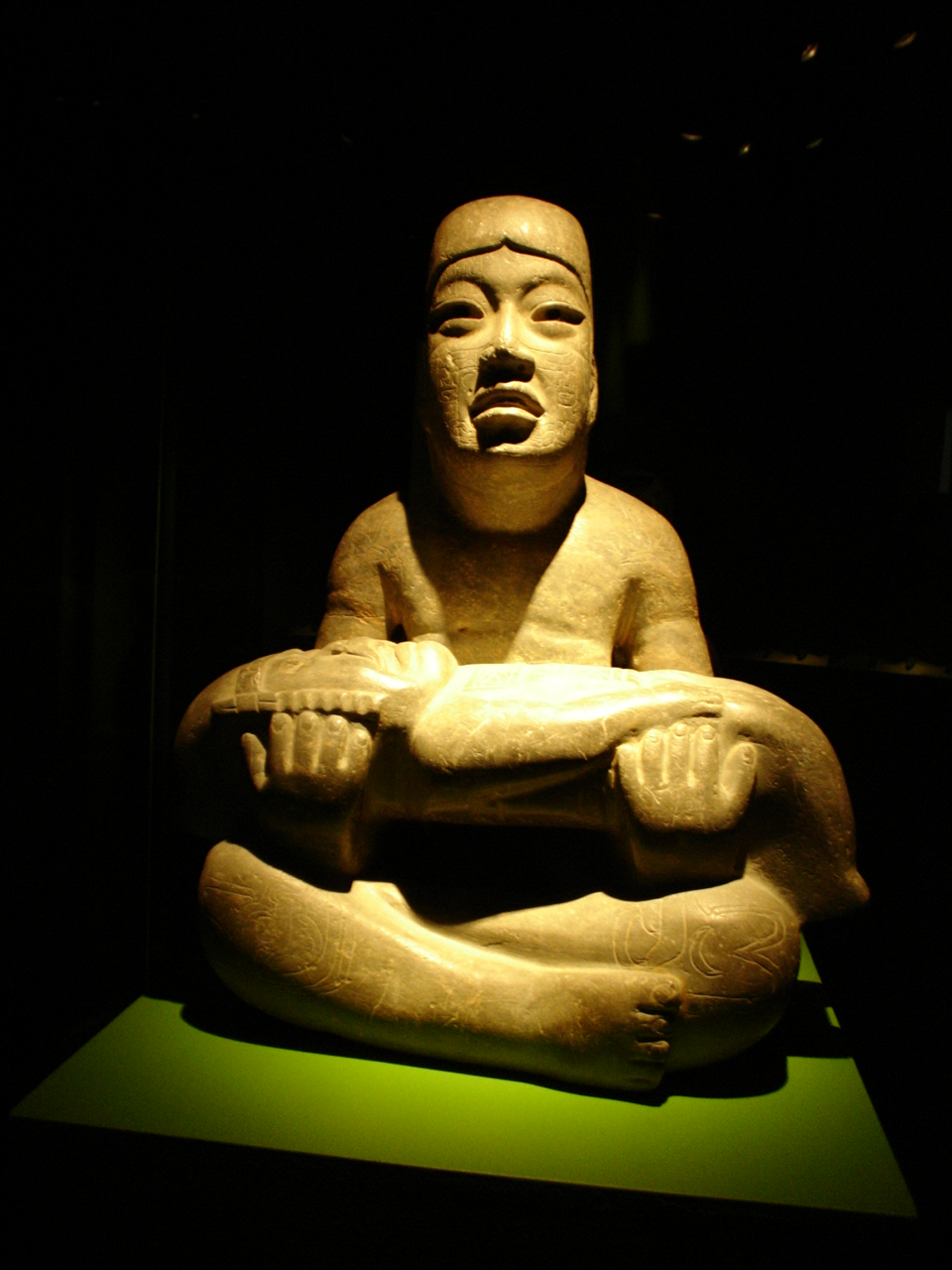
El Señor de Las Limas (Museo de Antropología de Xalapa)
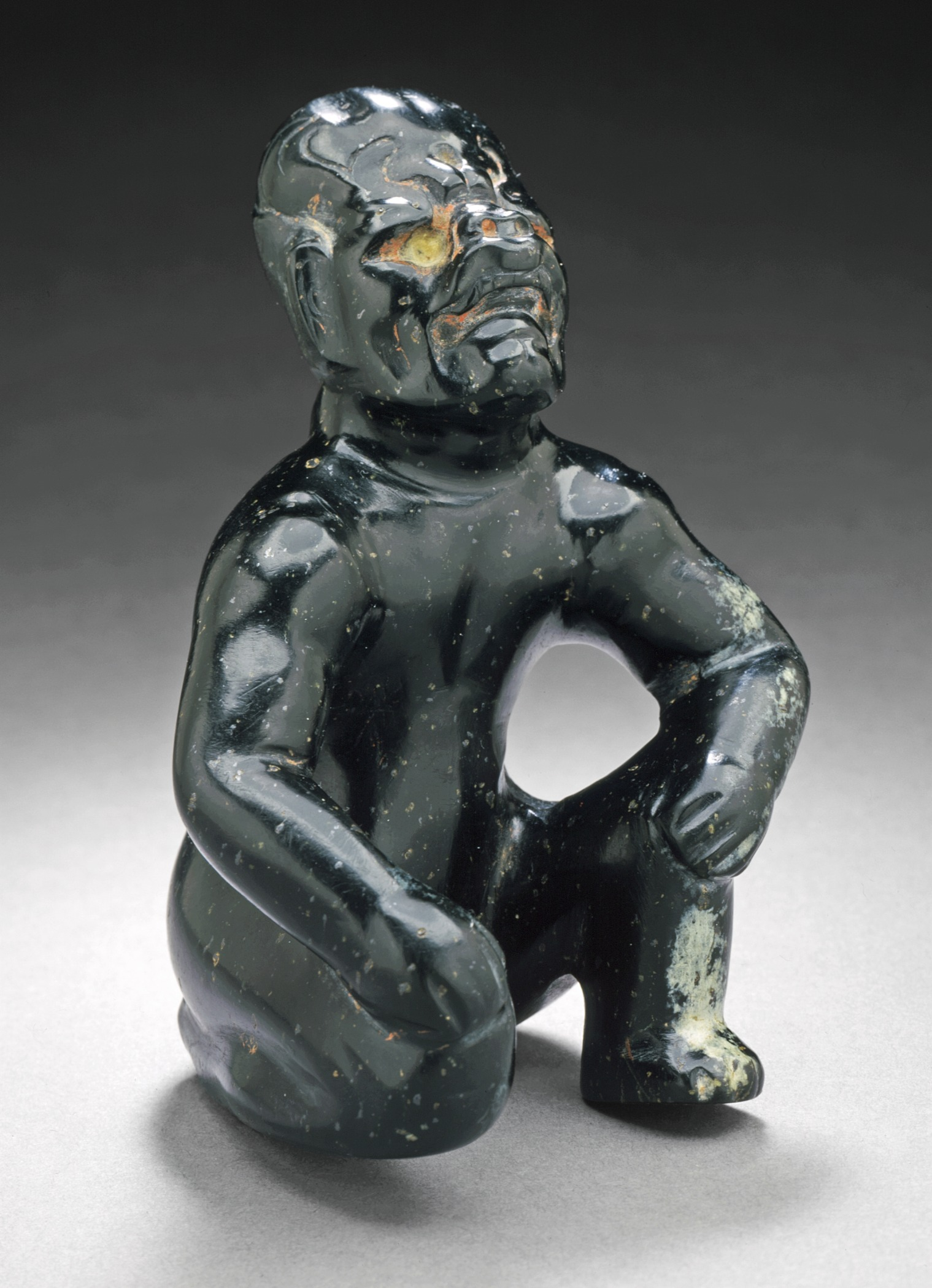
Miniatura olmeca de serpentina (Museo de Arte del Condado de Los Ángeles)
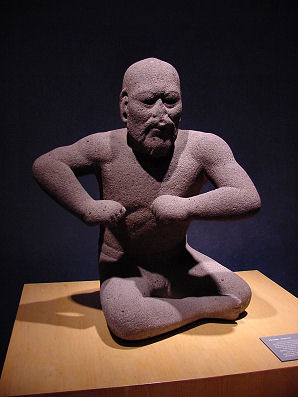
Luchador olmeca (Museo Nacional de Antropología (México))
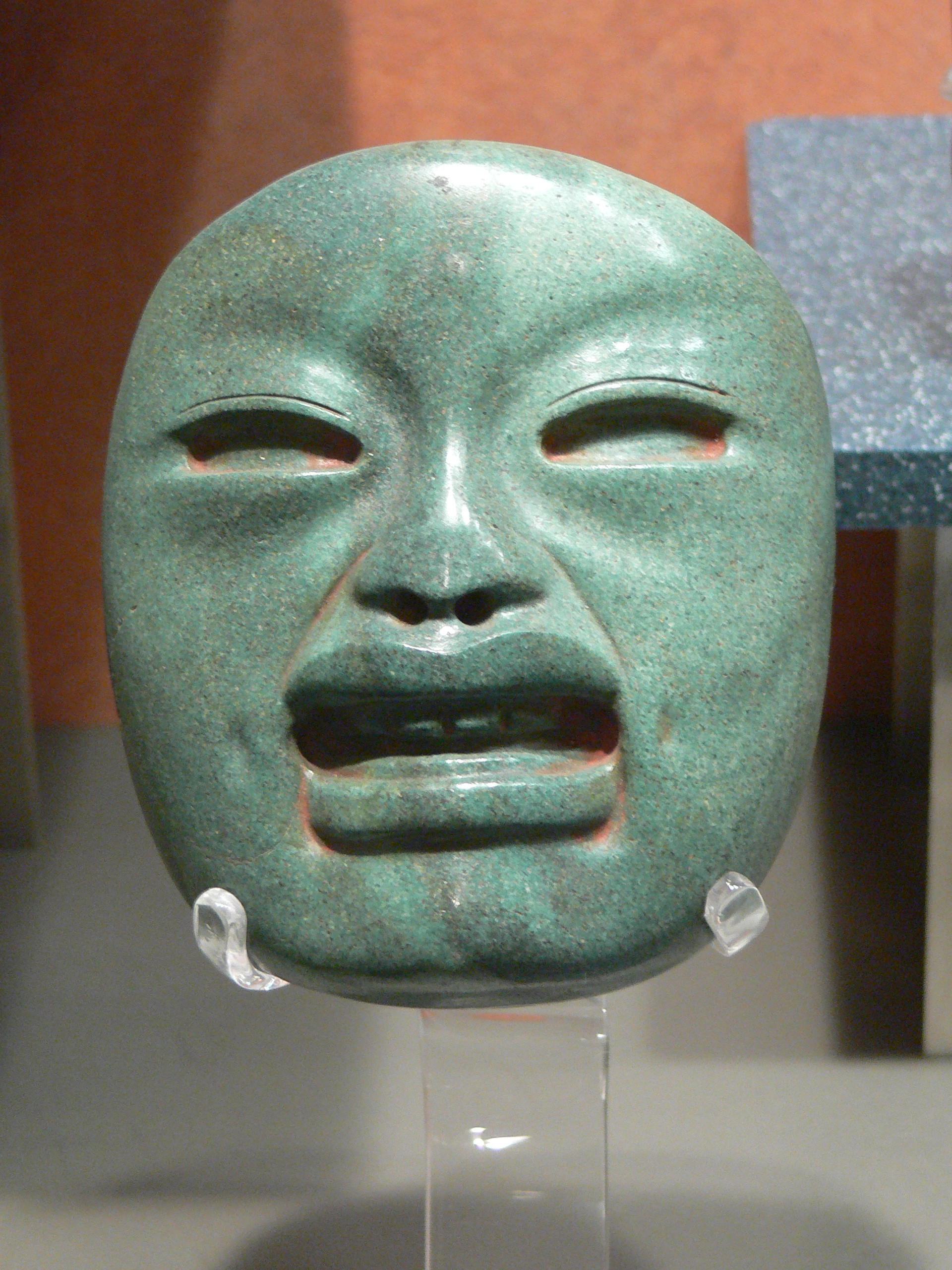
Máscara de jadeíta (Museo Nacional de Antropología (México))
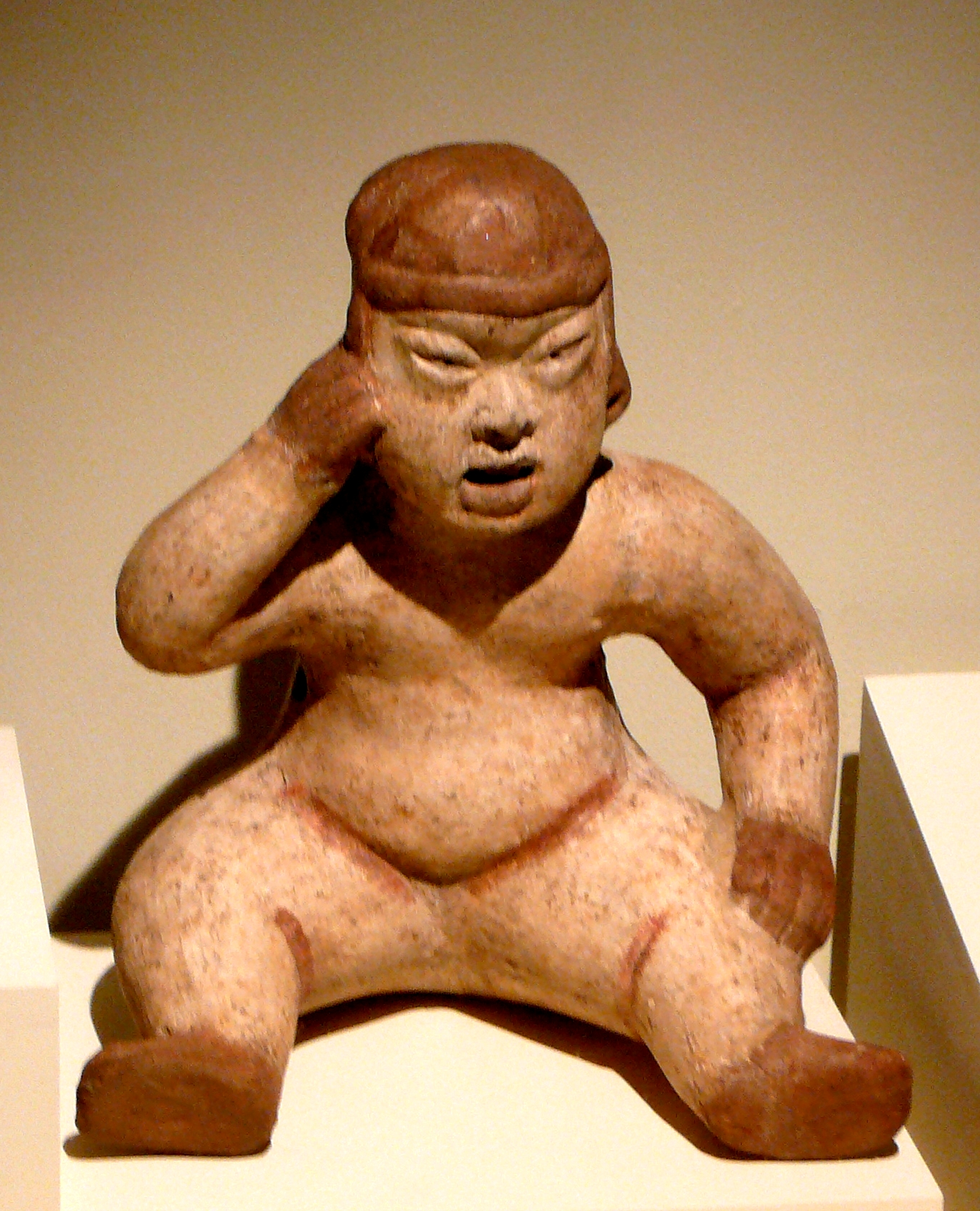
Rostro de bebé (Museo del Jade, Costa Rica)
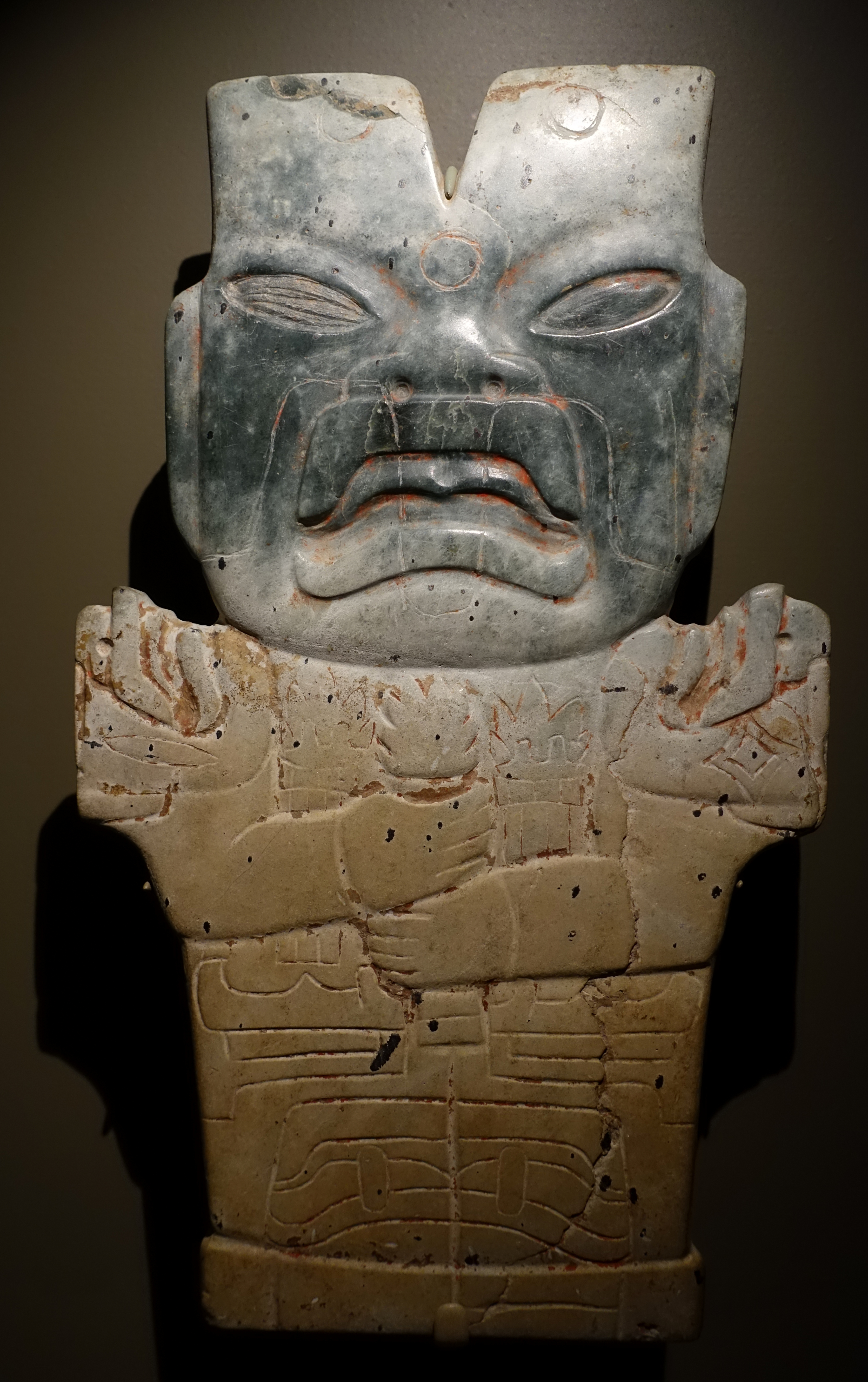
Hacha Kunz  de serpentina (British Museum, Londres)

## Historiografía

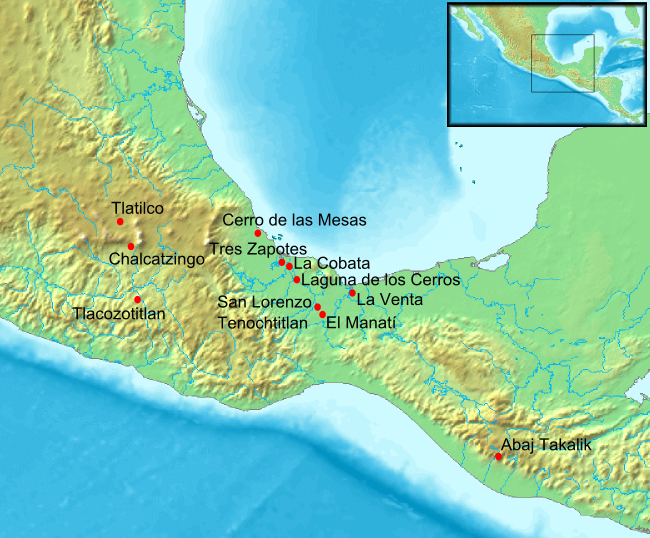
Mapa de los principales sitios olmecas.

El arte olmeca era desconocido hasta 1862, año del descubrimiento fortuito de la primera cabeza colosal en Hueyapan (Estado de Veracruz) por José María Melgar y Serrano. Hasta 1925 no se descubrieron otros megalitos olmecas. Los especialistas Frans Blom, arqueólogo, y Olivier La Farge, etnógrafo, exploraron la costa del Golfo así como el sureste de México. Desafortunadamente, sus primeros descubrimientos de obras olmecas se confundieron con obras mayas. El arqueólogo Hermann Beyer, en los años treinta, bautizó con el término «olmeca» a este nuevo arte. La cultura y el arte olmeca quedaron así definidos y el término se formalizó en 1942 por los olmecólogos para designar a la civilización Madre de Mesoamérica, cuyos centros más importantes conocidos son La Venta, San Lorenzo Tenochtitlán, Laguna de los Cerros, Tres Zapotes y Cerro de las Mesas, en los actuales estados de Tabasco y de Veracruz, así como Tlacozotitlán y Abaj Takalik ubicados en Guerrero y Guatemala. Alfonso Caso y Miguel Covarrubias definirán después las características culturales de Mesoamérica y el arqueólogo norteamericano Matthew Stirling, destacará los sitios clave de la costa del Golfo que fueron objeto de excavaciones y descubrimientos artísticos olmecas importantes.
Para comprender completamente el surgimiento del arte olmeca, debe especificarse que esta civilización es la fuente de un estilo artístico y una iconografía que se integra en el período preclásico mesoamericano, en la cronología general, entre 1200 a. C. y 500 a. C..
Las primeras excavaciones arqueológicas en la civilización olmeca revelaron la existencia de prácticas rituales a partir de sus restos en los huesos humanos. Se han podido constatar mutilaciones dentales y deformidades craneales. Estas prácticas, aunque aterradoras en la actualidad, tenían un fuerte simbolismo y se pueden admirar en ciertas esculturas, en particular en jade, la representación por el artista de estas tradiciones y costumbres. Con respecto a la escritura y aunque suscita controversia entre los especialistas, se puede decir hoy, con el descubrimiento de la bloque o estela de Cascajal, que la existencia de la escritura estaba vigente entre los olmecas desde el año 1200 a. C.. Esta estela revela toda su importancia porque es la escritura más antigua descubierta en América. La aparición de una escritura olmeca (pictogramas-ideogramas), por lo tanto, evoca más un lenguaje que una simple ornamentación. Ciertamente es un «lenguaje de signos» relevante en prioridad del campo religioso y sociopolítico. La idea de una escritura basada únicamente en la forma de ideogramas debe, por lo tanto, excluirse.
El arte olmeca es portador de todos estos signos que se pueden encontrar primero sobre las terracota y luego en otros soportes, como la piedra. Según la escuela francesa promovida por Christine Niederberger y adoptada en particular por Caterina Magni, la cultura olmeca es un conjunto multiétnico y plurilingüístico, es decir, que su presencia está atestiguada en los antiguos niveles de ocupación en la costa del Golfo, en la cuenca de México y a lo largo de la costa del Pacífico en los estados de Guerrero, Oaxaca y Chiapas, pero especialmente más allá de las fronteras mexicanas, hasta el sur de Costa Rica. Los olmecas están para otros especialistas vinculados a la familia lingüística maya, para Michael D. Coe, y mixezoqueanas, para Gareth Lowe, que hace referencia a la lengua popoluca, del grupo macromaya mixezoqueano, hablada por los habitantes que viven en la costa de Golfo.

## Arquitectura

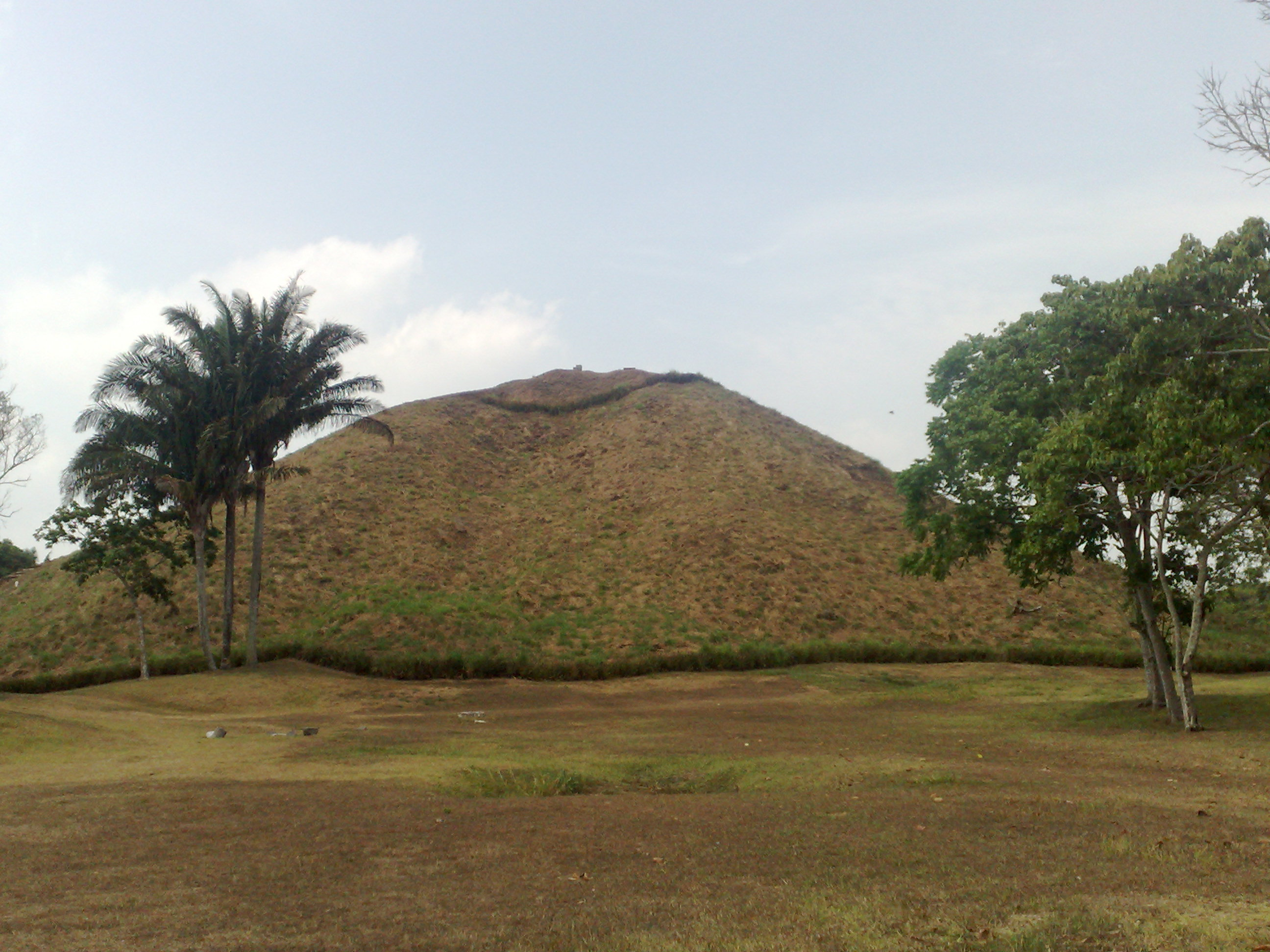
Pirámide de La Venta

La arquitectura olmeca es monumental y va a integrarse en el entorno natural.
La pirámide con su base cuadrangular o redondeada, construida en tierra batida, representaba el centro ceremonial. La arquitectura de los sitios olmecas más grandes, en La Venta o en San Lorenzo, se considera el ejemplo arquitectónico más completo del periodo Preclásico mesoamericano. Así, la pirámide cónica en el sitio de La Venta (30 metros de altura) o la de San Lorenzo (2 km de largo por 1 km de ancho), el campo de juego de pelota, la presencia de un sistema de drenaje, combinados con el arte monumental son los precursores de los sitios mesoamericanos posteriores.

## Escultura

### Tipología de las representaciones
En el arte olmeca la figura es muy abundante. Los especialistas analizan cada parte de la obra para comprender su significado general. Se puede ver, considerando la multitud de piezas arqueológicas encontradas hasta la fecha, que la figura humana es el tema principal del arte olmeca. El segundo lugar se da a las figuras híbridas entre las que predomina el hombre-jaguar, mientras que los terceros en esta clasificación son las obras con animales. La figura olmeca viene en tres formas muy distintas: la figura híbrida, la figura zoomorfa y la figura antropomórfica. Esta distinción no es solo estética. Ante todo, se trata de comprender que es un arte religioso en el que las imaginería olmeca evoluciona en un conjunto jerarquizado en el seno de la relación humano-animal. La figura del jaguar es, por lo tanto, omnipresente, pero la figura animal está representada en muchas otras formas (serpiente, águila, ciervo, mono, pez, etc. ).

#### Figuras híbridas

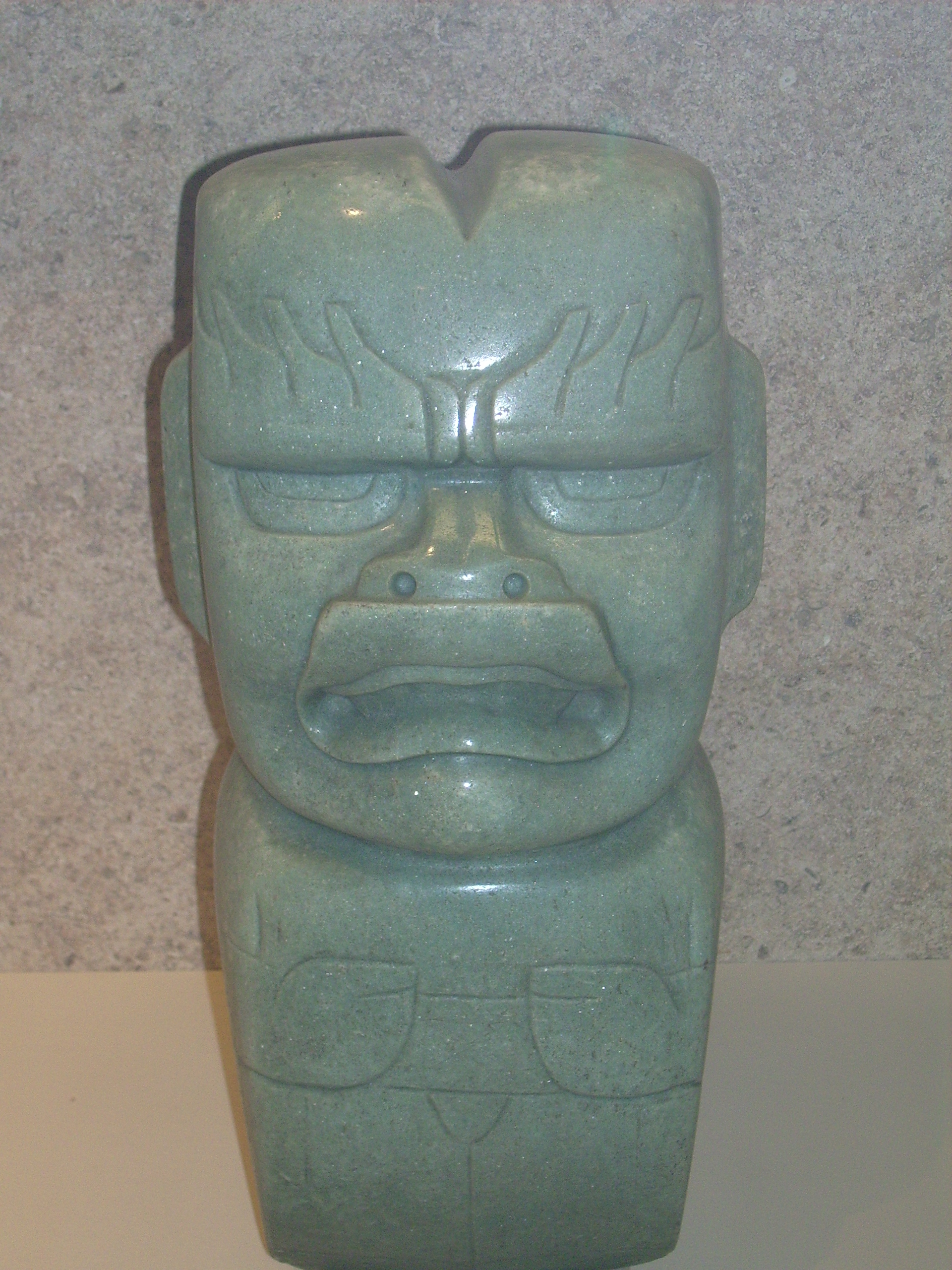
Ejemplo de figura híbrida: «hombre-jaguar», hacha olmeca de jade.

La arqueóloga y antropóloga franco-italiana Caterina Magni (n. 1966) ha desarrollado una tabla que permite comprender las diferentes situaciones o desarrollos de hombre a animal y viceversa de animal a hombre. Estas manifestaciones artísticas sugieren un reconocimiento metódico de la relación hombre-jaguar y de su recíproca jaguar-hombre. El mejor ejemplo es el de la imagen del «hombre-jaguar», donde la apariencia humana y la figura del animal se superponen de manera inteligente.
Los especialistas van a afirmar que las características comunes de las figuras y las máscaras olmecas son, de hecho, las características de un felino, en particular las del jaguar. Por lo tanto, esas representaciones artísticas muestran a qué nivel las relaciones humano-jaguar y jaguar-humano son esenciales en la cultura olmeca. La imagen del «hombre-jaguar» es una figura mítica e importante del arte olmeca cuyas características antropomórficas y zoomorfas se unen para formar una criatura híbrida.
El «hombre-jaguar» es un motivo recurrente en el arte olmeca. Se trata de una transformación humana en un jaguar. Muchas veces esculpidas en muchos soportes y también incisas en hachas de jade, las representaciones de «hombre-jaguar» muestran una variedad de modelos y sujetos mucho más vastos que los que representan la figura llamada del "Baby-face" o las figuras masculinas en jade con deformación craneal. Así, la figura del «hombre-jaguar» puede mostrar una transformación humana en un jaguar, así como todo lo contrario. Asimismo, hay varias figuras del «hombre-jaguar», donde el sujeto parece estar en una etapa de la transformación. Para el «hombre-jaguar», o más generalmente las transformaciones de la figura animal y humana, se debe decir que estas figuras que describen esta transformación son para algunos especialistas la representación de hombres con máscaras de animales o disfraces de animales como el águila, el cocodrilo y la serpiente. Peter David Joralemon, por ejemplo, identificará en la estatua del «Señor de Las Limas» ocho elementos específicos del «hombre-jaguar». 
El tema de la figura híbrida es, por lo tanto, vasto y complejo de describir en general. Se debe hacer un análisis preciso de cada obras para describir la transformación.

#### Figura zoomorfa

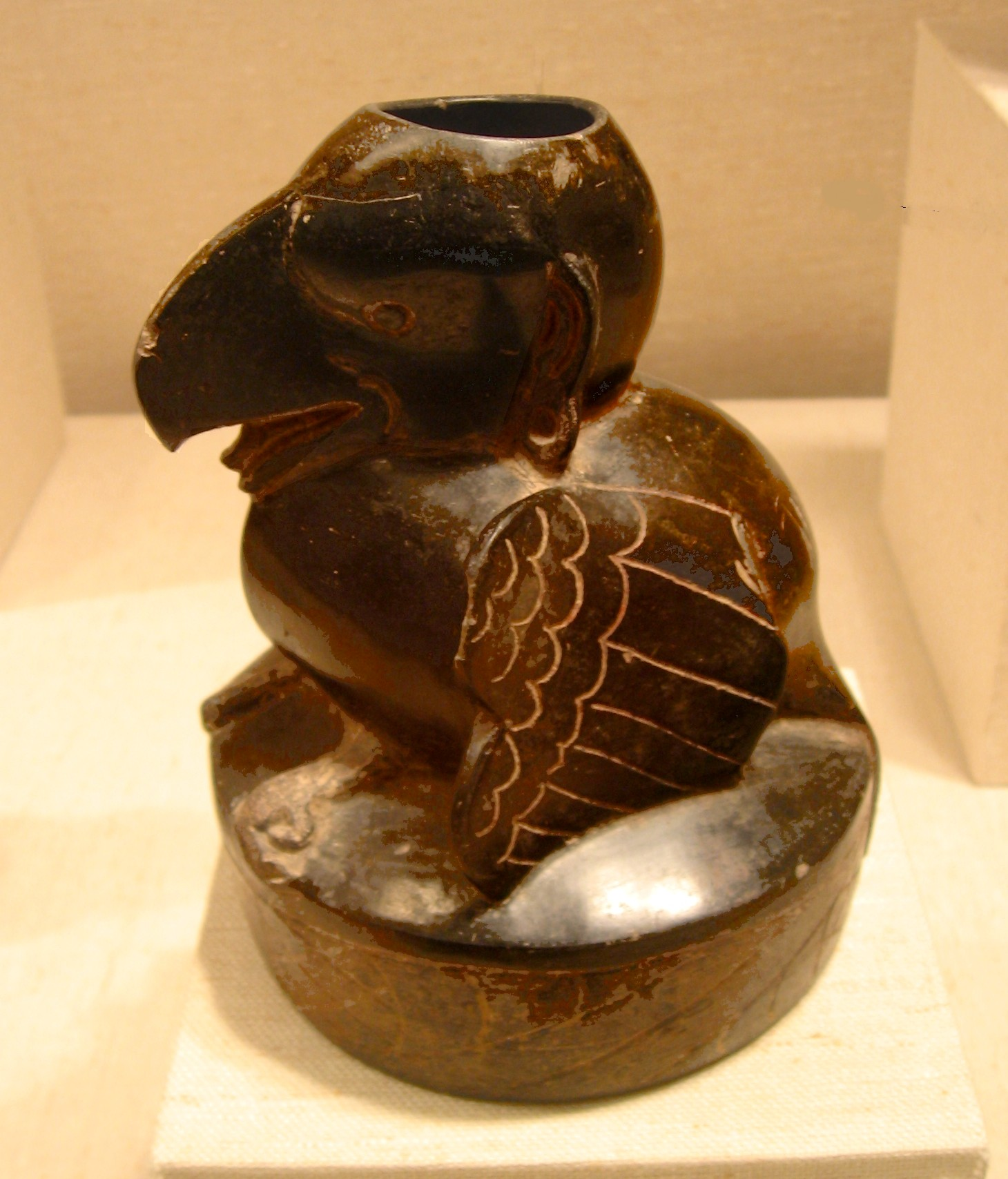
Ejemplo de una figura zoomorfa: escultura de un águila.

El felino es el primer gran depredador de la imaginería mesoamericanas a partir del arte olmeca, luego vienen otros grandes depredadores como la serpiente y el águila. Las presas (ciervos, monos y otros pequeños mamíferos) son minoritarias en comparación con los depredadores. Más allá de las representaciones zoomorfas naturalistas, existe una predilección por la hibridación de formas. Según Magni, la criatura compuesta o «fantástica» muestra «la inclinación al artificio y al sincretismo»; la criatura compuesta es «una imagen de síntesis creada por la combinación de formas y/o atributos clave, en número variable, prestada de diferentes especies animales».
El arte olmeca obedece a reglas precisas que permiten, siempre según Magni, clasificar las figuras de animales de acuerdo con tres características: animales con carácter felino, animales con carácter reptil y animales con carácter felino-reptil. Esta clasificación opera de la misma manera para la figura antropomórfica con las figuras femeninas, las figuras masculinas, que son más raras, y las figuras asexuadas que son las más numerosas.

#### Figuras antropomórficas

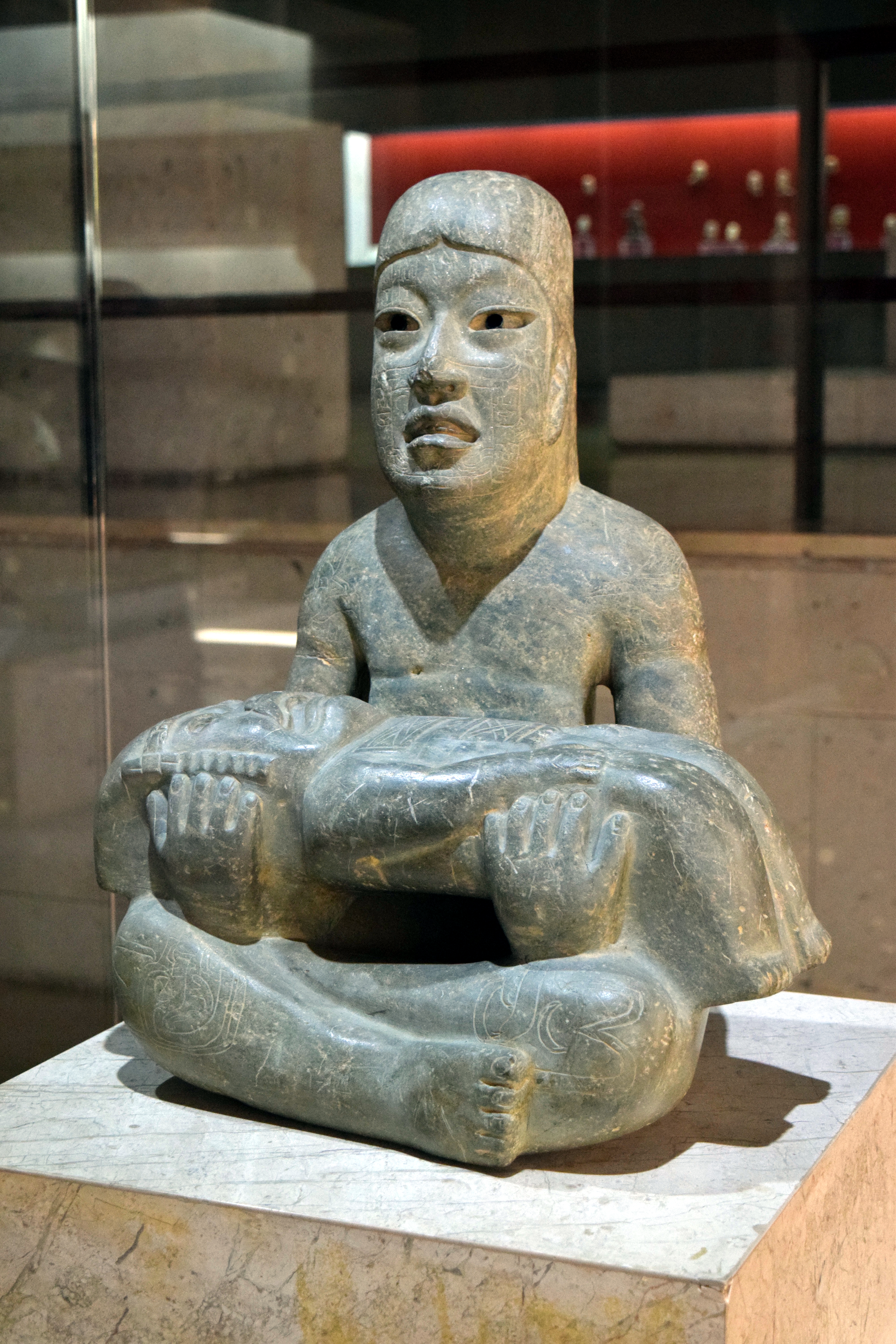
Estatua de jadeíta del «Señor de Las Limas»

Se distinguen figuras femeninas, figuras excepcionalmente masculinas, personajes asexuados y figuras que parecen representar fetos humanos.
- Las figuras femeninas disminuyen en el arte lapidario tardío. Aparecen con un seno, generalmente sin sexo. Sin embargo, para Magni,[M 8] «la aparente laguna de efigies femeninas se ve fuertemente compensada por una transferencia de la imagen que tiene lugar a nivel simbólico entre la mujer y el hombre».[M 9] La imagen de la mujer, por lo tanto, sigue presente, pero en una forma metafórica expresada por la imagen de la gruta y la falla chthonienne.[23]
- Las figuras masculinas, aunque poco frecuentes, a menudo aparecen en el arte olmeca, fechadas entre 1000 y 800 a. C., en posturas maternales, por ejemplo, en el tema de «presentación del niño»,[24] visible en la estatua de jadeíta del «Señor de Las Limas», en el Museo de Antropología de Xalapa, donde la figura masculina lleva en sus rodillas a un bebé jaguar
- Los fetos humanos son muy numerosos. Sus aspectos y posiciones pueden representar simplemente recién nacidos[M 12] o estar vinculados al infanticidio y al sacrificio de niños de corta edad.[25]
- Las figuras asexuadas, también muy numerosas, tienen una ausencia significativa de senos, una corpulencia y rasgos faciales aparentemente masculinos. Pueden hacer pensar en hombres.

### Figuritas olmecas

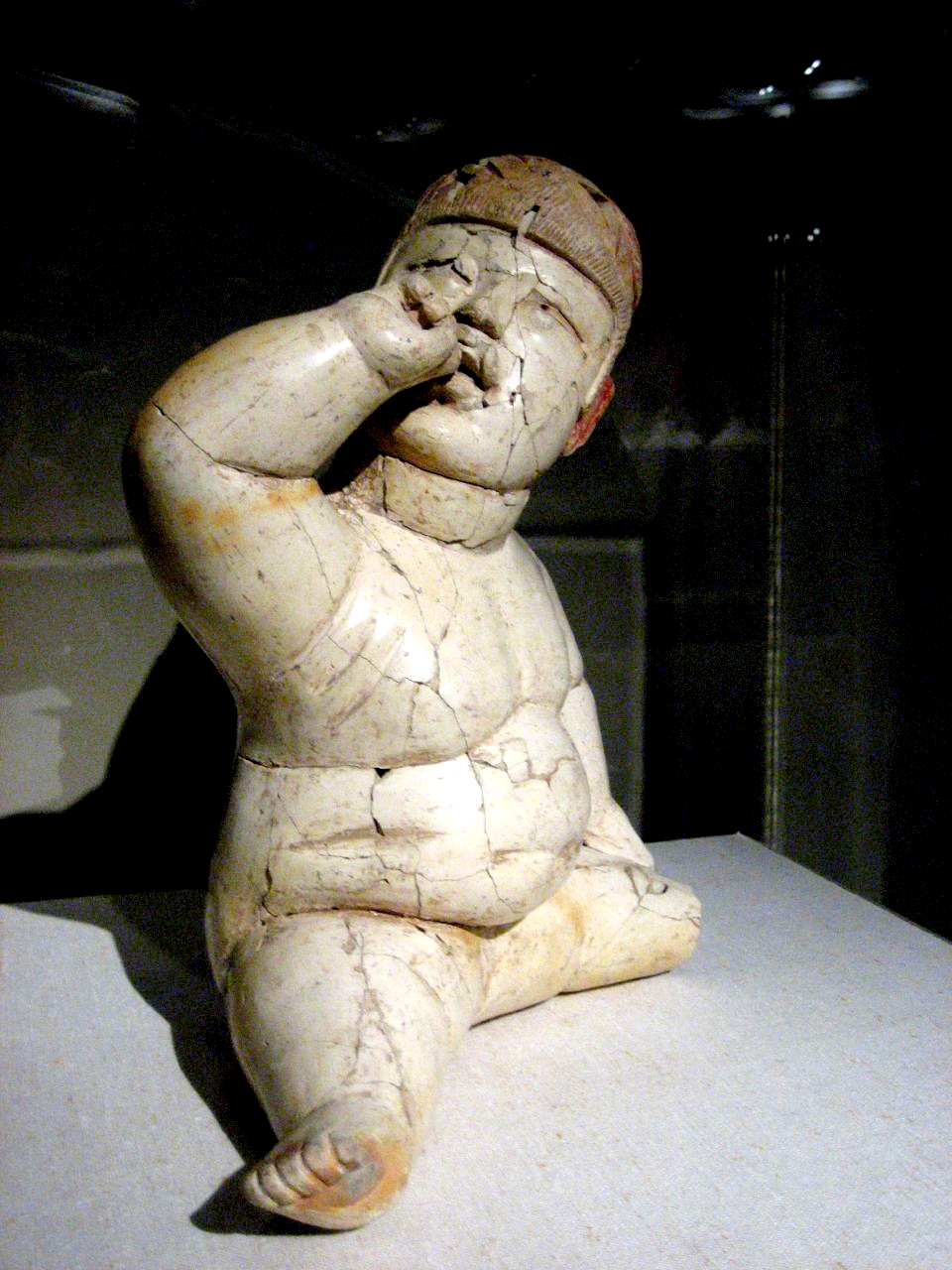
Escultura con cara de bebé de terracota

#### Descripción
Una de las representaciones más conocidas en el arte olmeca son las llamadas figuritas «rostro (o cara) de bebé». Esas pequeñas figuras de cerámica huecas son fácilmente reconocibles por sus cuerpos regordetes con cara de bebé, por los ojos y labios inclinados con las comisuras hacia abajo. El puchero de esas  «caras de bebé» es siempre muy particular y característico.
Otro tipo de figura aparece en representaciones de jade, la de hombres en pie. Tienen las extremidades delgadas y alargadas con una cabeza calva ovalada que ha sufrido una deformación craneal. La boca en cuanto a las «caras de bebé» está inclinada hacia abajo. Es un motivo recurrente en el arte olmeca. También se puede observar en algunas figuras la combinación del cuerpo regordete de la «cara de bebé» y la cabeza alargada. Uno de los ejemplos más conocidos de esas figuras de jade es la ofrenda 4 de La Venta. Esas figuras fueron enterradas ritualmente en una cavidad profunda y estrecha, y cubiertas con tres capas de arcilla. Se encontraron exactamente en la posición en la que hoy se pueden (ver imagen a continuación). La ofrenda 4 consiste en dieciséis figuras masculinas dispuestas en un semicírculo frente a seis hachas de jade. Dos de esas figuras son de jade, trece de serpentina y la última de granito rojizo. Esa última se coloca con los hachas, frente a los otros personajes. También se observa que a la derecha de la figura roja, varios personajes de jade parecen estar de acuerdo con él por sus actitudes laterales. Todas esas figuras tienen las características clásicas de las figuras olmecas, es decir, cabezas ovales y calvas, extremidades delgadas y largas y ausencia de genitales. Cabe señalar que la apariencia masculina se distingue por un taparrabos. También tienen pequeños agujeros para las orejas en la ubicación de los pendientes. Sus piernas están ligeramente dobladas. Se está entonces en la esfera religiosa.

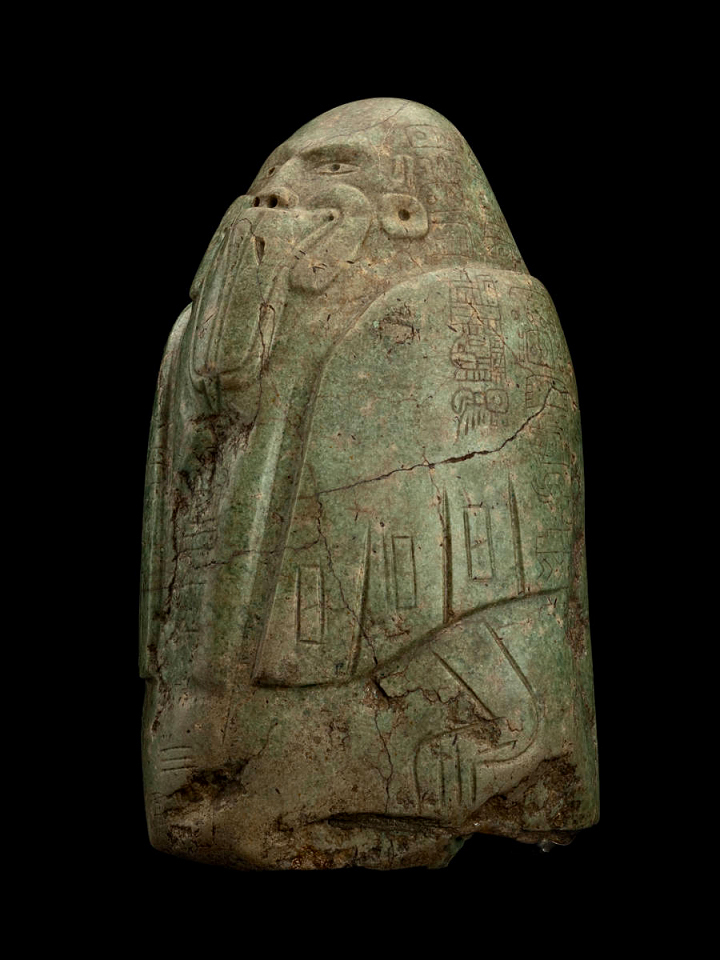
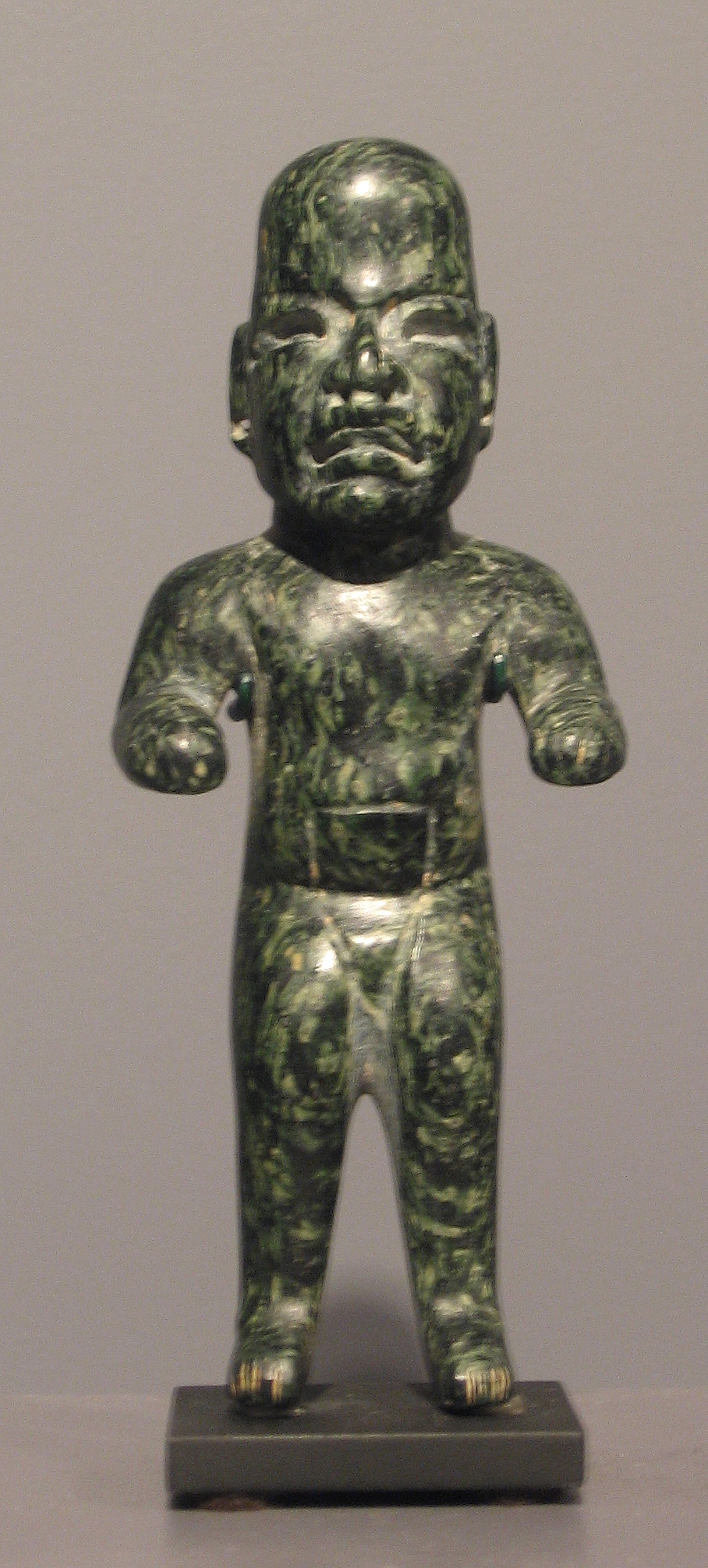
Figurita olmeca en jade
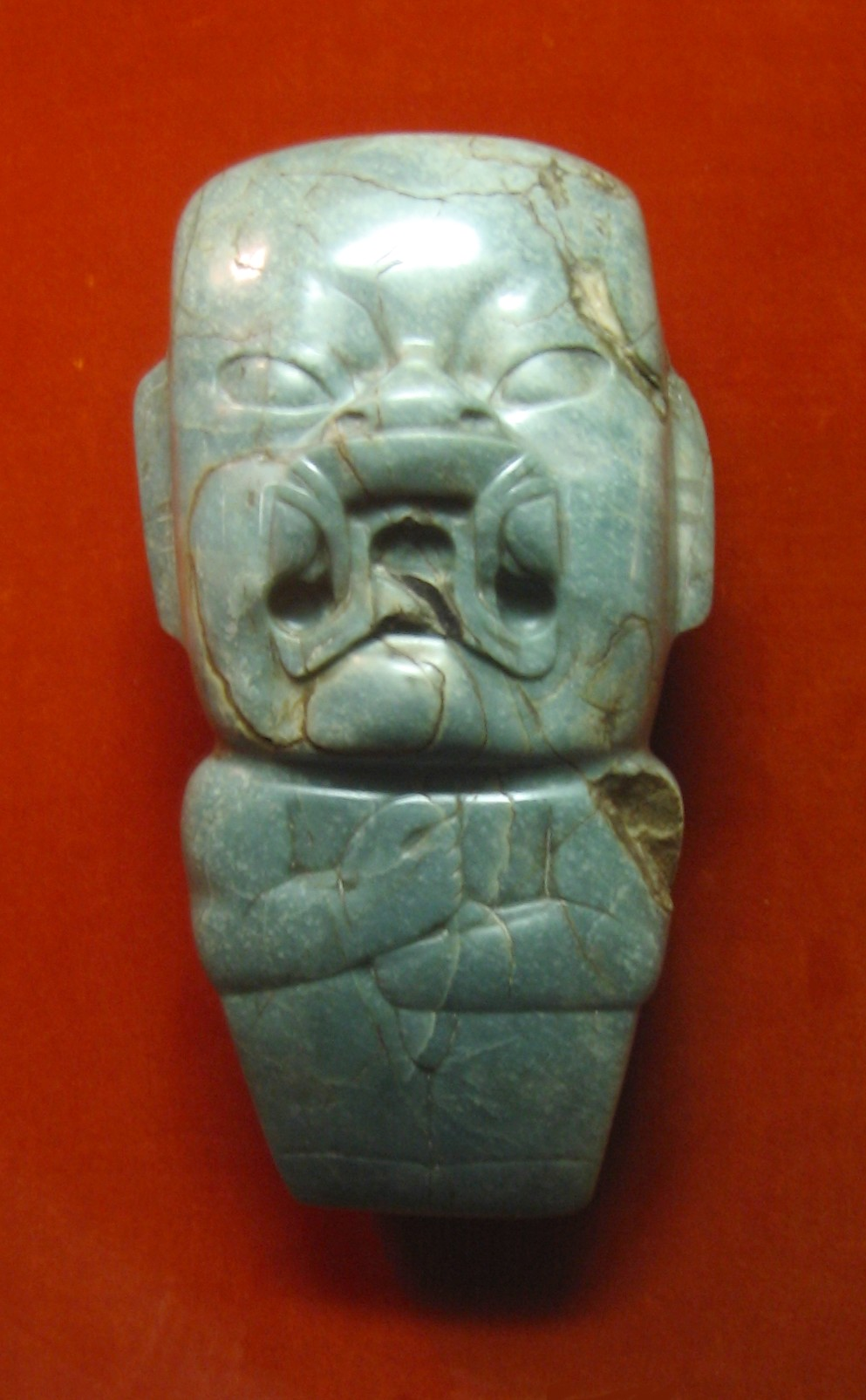
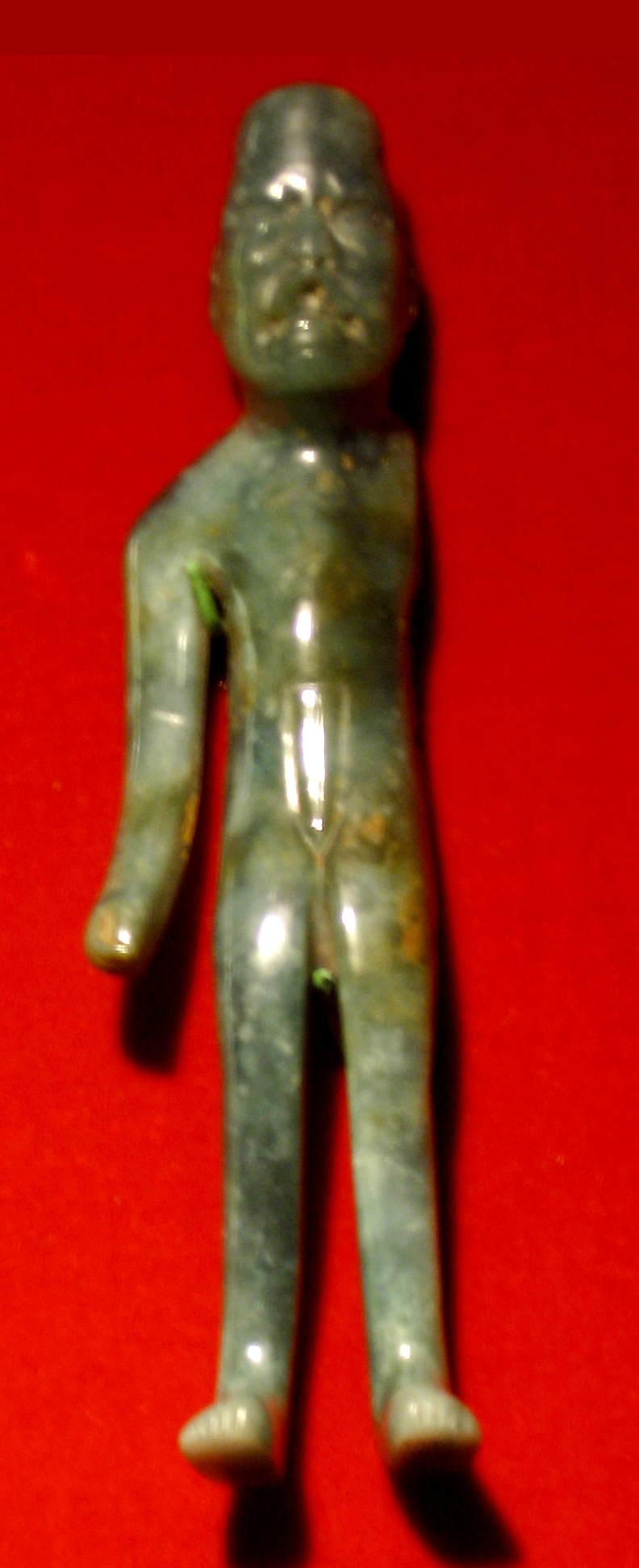
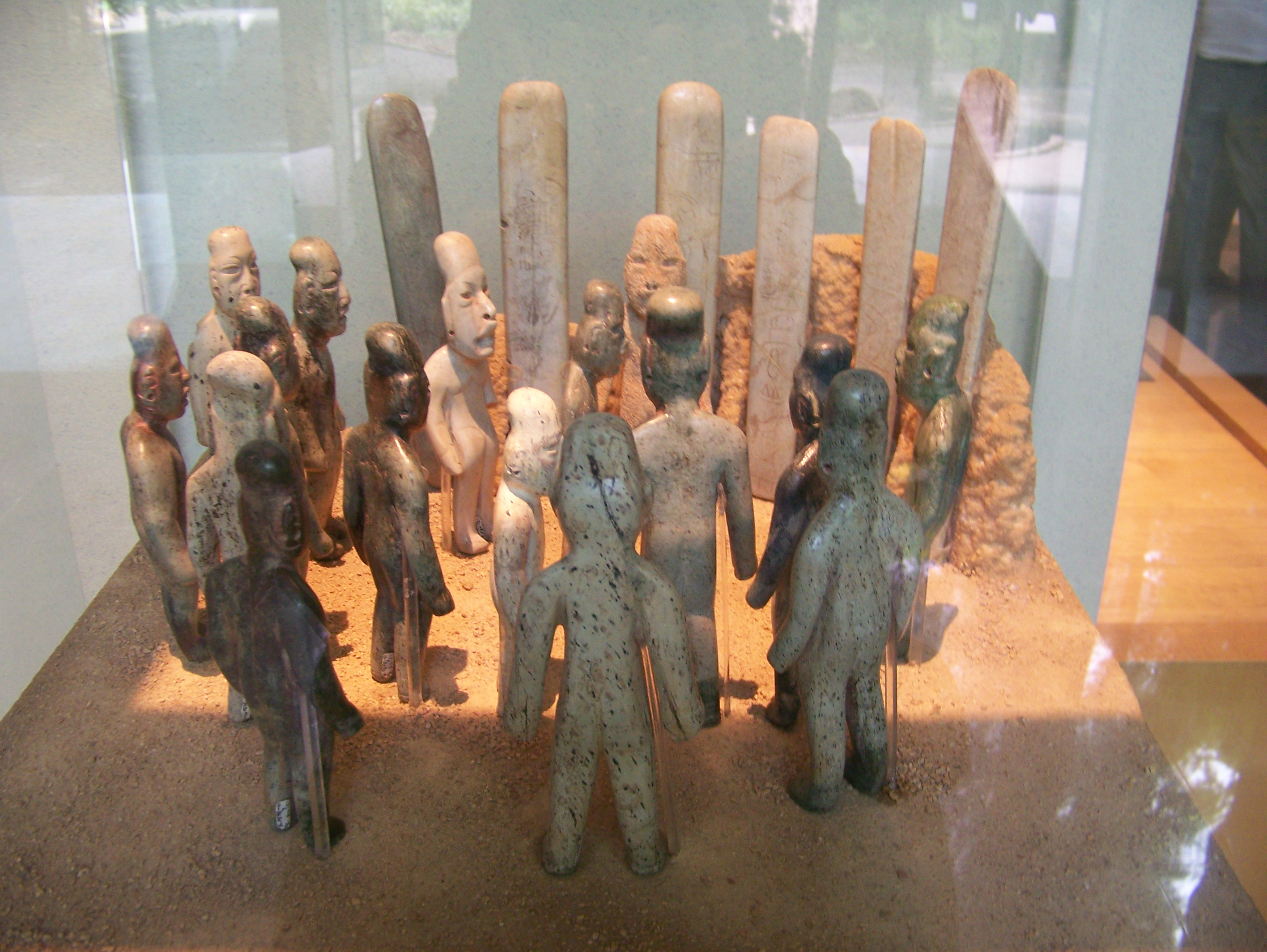
Ofrenda 4 de La Venta

#### Historia
Los «rostros de bebé» han sido encontrados en todos los sitios que estuvieron sometidos a una influencia olmeca. En las sepulturas en Tlatilco se encontraron figuras de jade representando a hombres. Con respecto a la ofrenda 4, se encontró en el sitio de La Venta. Fueron los arqueólogos quienes más tarde decidieron llamarla así.

#### Hipótesis
- Dado el número de «rostros de bebé» que se encuentran en entornos precisos, se puede decir que esas figuras debieron haber tenido un papel especial en la cultura olmeca. Pero lo que era lo que representaban está sujeto a controversia por parte de los especialistas.
- De la ofrenda 4, abundan las interpretaciones. Esa formación tan particular, en arco de círculo, sería ciertamente un consejo. Parece aceptado que las quince figuras de jade escuchan la figura de granito rojo. Las hachas forman el contexto. El personaje central podría ser un iniciado o un Dios.

### Máscaras

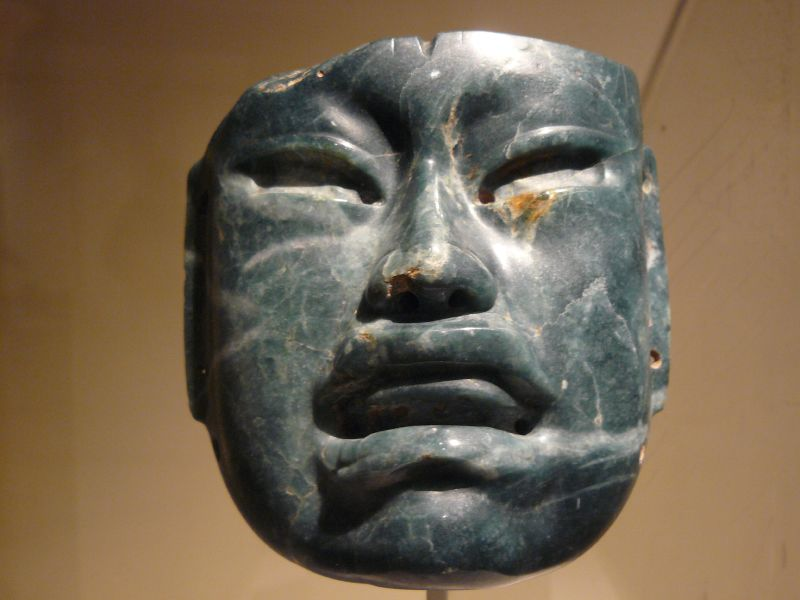
Máscara olmeca en jade

Las máscaras son otro tipo de artefacto olmeca de las que se pueden encontrar dos tipos: las de gran envergadura, generalmente proporcionales a una cara, o las de medidas pequeñas, para colgar en collares o en las vestimentas. Fueron esculpidas por los artistas olmecas en una piedra dura, el jade. Con respecto a su interpretación, los investigadores coinciden en que algunas representan rostros humanos o representan las características de la figura híbrida del «hombre-jaguar». Sin embargo, incluso si su apariencia refleja un estilo olmeca, no se ha descubierto ninguna máscara en una excavación arqueológica en un contexto olmeca. Se encuentran la mayor parte del tiempo en sitios pertenecientes a otras culturas, como en el centro ceremonial del Templo Mayor Algunos científicos sugieren que la élite dirigente conservaba este objeto como una insignia de poder por su calidad estética, su valor, pero sobre todo por su rareza como una obra de arte antigua.

### Esculturas monumentales

#### Cabezas colosales
Las cabezas colosales son emblemáticas de la civilización olmeca. Son tanto el elemento más espectacular como el que ha dado lugar a las teorías más fantasiosas.
Debe hacerse una distinción entre las cabezas colosales del golfo de México y las menos conocidas de la costa del Pacífico. En lo que a veces se llama el «área nuclear olmeca», se han podido enumerar exactamente diecisiete cabezas colosales, esculpidas en bloques de basalto:
- diez provenientes del sitio de San Lorenzo;

- cuatro de La Venta;
- dos de Tres Zapotes;
- y uno de La Cobata.

La última cabeza colosal fue desenterrada en San Lorenzo en 1994 por un equipo mexicano dirigido por Ann Cyphers.

##### Descripción
Estas esculturas monumentales recibieron el nombre de «cabeza colosal» por dos razones: por un lado, debido a su tamaño (desde 1,45 m hasta 3,40 m) y a su peso (hasta cincuenta toneladas); por otro lado, debido a su parecido, aunque se puede poner aparte el de La Cobata, la más grande, que los olmecólogos interpretan como la efigie de un hombre muerto y que, según Caterina Magni, sería simplemente un monumento inacabado.
Las diecisiete cabezas colosales tienen una nariz aplanada y los labios grandes, lo que a veces hace que su apariencia se califique como «negroide». La cara cuadrada con ojos en forma de almendra tiene mandíbulas poderosas. Sugieren irresistiblemente que el cuerpo ausente debía ser regordete. Todas usan cascos. Cada uno de esos tocados es individualizado, aunque todos tienen un aire de semejanza. La expresión de las caras también es individualizada: severa, hosca, sonriente..., aunque son evaluaciones completamente subjetivas. También se pueden ver en una de las cabezas de San Lorenzo restos de estuco y pintura roja.

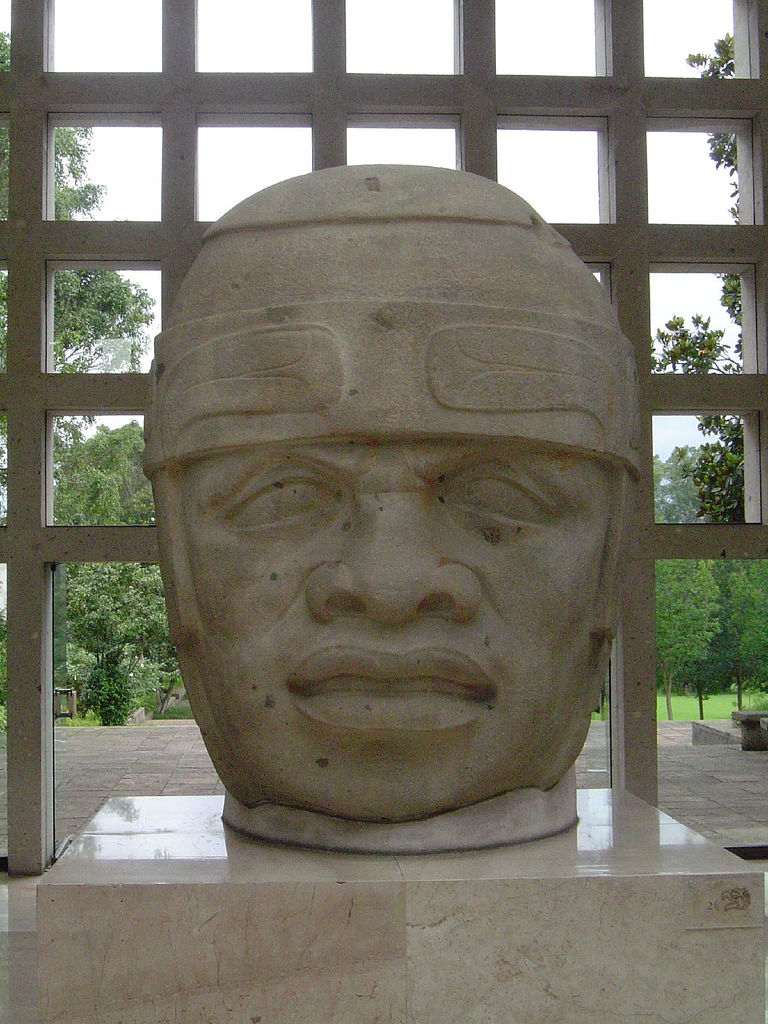
Cabeza colosal 8 de San Lorenzo
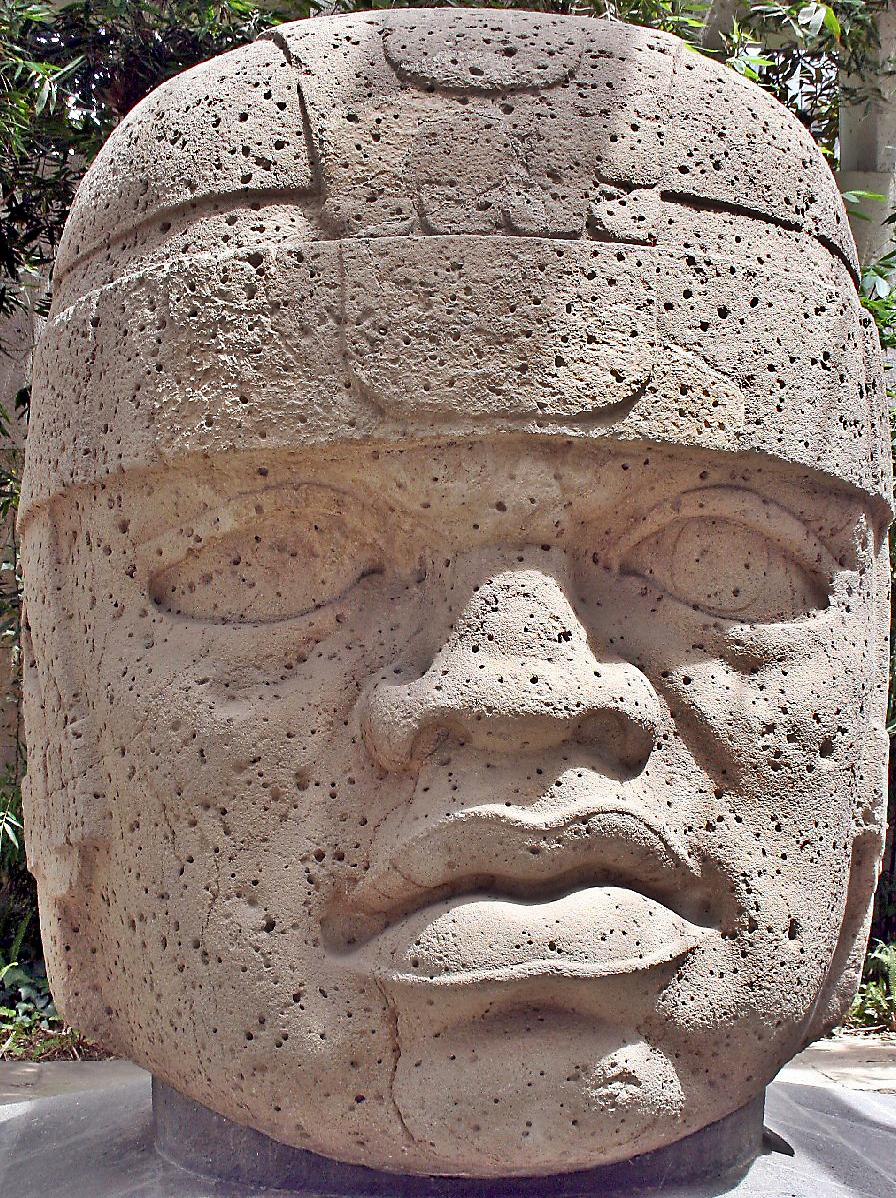
Cabeza colosal 1 del Museo de Antropología de Xalapa
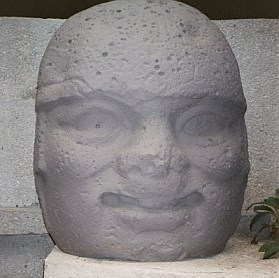
Cabeza colosal 2 de La Venta

##### Historia
Los descubrimientos abarcaron casi 150 años. El monumento A de Tres Zapotes fue la primera cabeza colosal descubierta en 1862 por J.M. Melgar y Serrano. Por supuesto, no podía saber que era una obra olmeca, dado que esa civilización no fue reconocida como tal hasta la década de 1930. Le encontró una apariencia " etíope ", que fue solo la primera aparición de muchos intentos de atribuir a las cabezas colosales a un origen africano. La última fue la cabeza 10 de San Lorenzo, descubierta por Ann Cyphers en 1994. Las tres cabezas de Tres Zapotes, por ejemplo, fueron desplazadas para servir de ornamento en lugares públicos.
Además de un pequeño número de elementos probados, como a menudo en olmecología, una gran parte de la literatura sobre cabezas colosales consiste en hipótesis, sobre las cuales el consenso es más o menos amplio. El basalto en el que se han tallado no es un material local. El de las cabezas de Tres Zapotes y de La Cobata proviene del Cerro El Vigía; el de las cabezas de San Lorenzo del Cerro de Cintepec y el de las cabezas de La Venta del macizo de Tuxtla. El hecho de que la cabeza atípica de La Cobata fuera encontrada cerca del yacimiento del Cerro el Vigía argumenta a favor de la tesis de C. Magni de que se trataría de un monumento inacabado. En cuanto a las otras cabezas, su peso plantea el problema de transportarlas a larga distancia. Se puede pensar, sin tener pruebas tangibles, que los olmecas aprovecharon la densa red hidrográfica de la costa del Golfo (la de Coatzacoalcos, entre otras) para transportarlos en balsas a su lugar de destino. Como en el Egipto faraónico, tal trabajo requeriría la movilización de una gran fuerza laboral, bajo el liderazgo de la élite local.
Debe hacerse una observación metodológica: el cuerpo de las cabezas colosales es extremadamente pequeño, exactamente son diecisiete. Por lo tanto, se puede legítimamente preguntar si esa es una muestra representativa de este tipo de monumento, lo que invita a una gran prudencia.

##### Hipótesis
Una de las hipótesis es que se trataría de jugadores de pelota. Su tocado podría sugerirlo. El juego de pelota era un fenómeno omnipresente en Mesoamérica. Incluso se piensa que eran jugadores de pelota decapitados. La cabeza de La Cobata, cuyos ojos parecen cerrados, está en el origen de esa hipótesis, que Caterina Magni refuta de manera convincente. La hipótesis más común ahora es que son retratos, presumiblemente de líderes olmecas. La notable individualidad de cada cabeza, ya sea de los rasgos faciales o del peinado, defiende esa teoría. El hecho de que dos de las cabezas de San Lorenzo hayan sido recicladas indudablemente de altares/tronos es inquietante y puede sugerir que sea el caso de otras muchas cabezas. Esto lleva a una reconsideración general del fenómeno de la «mutilación» de los monumentos olmecas. Una hipótesis muy extendida lo explicaba por una invasión o una revolución. Los tronos mutilados serían monumentos en el proceso de ser reciclados en cabezas colosales. El reciente descubrimiento de un taller de reciclaje en San Lorenzo va en esta dirección. ¿Se talló la cabeza durante la vida del individuo o después de su muerte? Tres de las cabezas de La Venta formaban una fila, ubicada al norte del complejo C, que parece ser la parte «funeraria» del sitio. David C. Grove cree que son retratos de «ancestros», aunque en San Lorenzo el contexto arqueológico es menos claro que en La Venta.

#### Altares
Los altares son monolitos de piedra en forma de paralelepípedo que relatan escenas figurativas. La complejidad de las escenas lleva al espectador a la esfera religiosa. De hecho, aparte del aspecto técnico muy exitoso de este arte monumental, existe el aspecto mítico que sin duda es el más importante. Los altares de La Venta según Rebecca González Lauck son ejemplos de transmisiones ideológicas de una gran potencia.
Los altares descubiertos son bastante numerosos, hay altares 2, 3, 4, 5, 6 y 7 de La Venta, los altares 14 y 20 de San Lorenzo y el altar 5 de la Laguna de los Cerros.

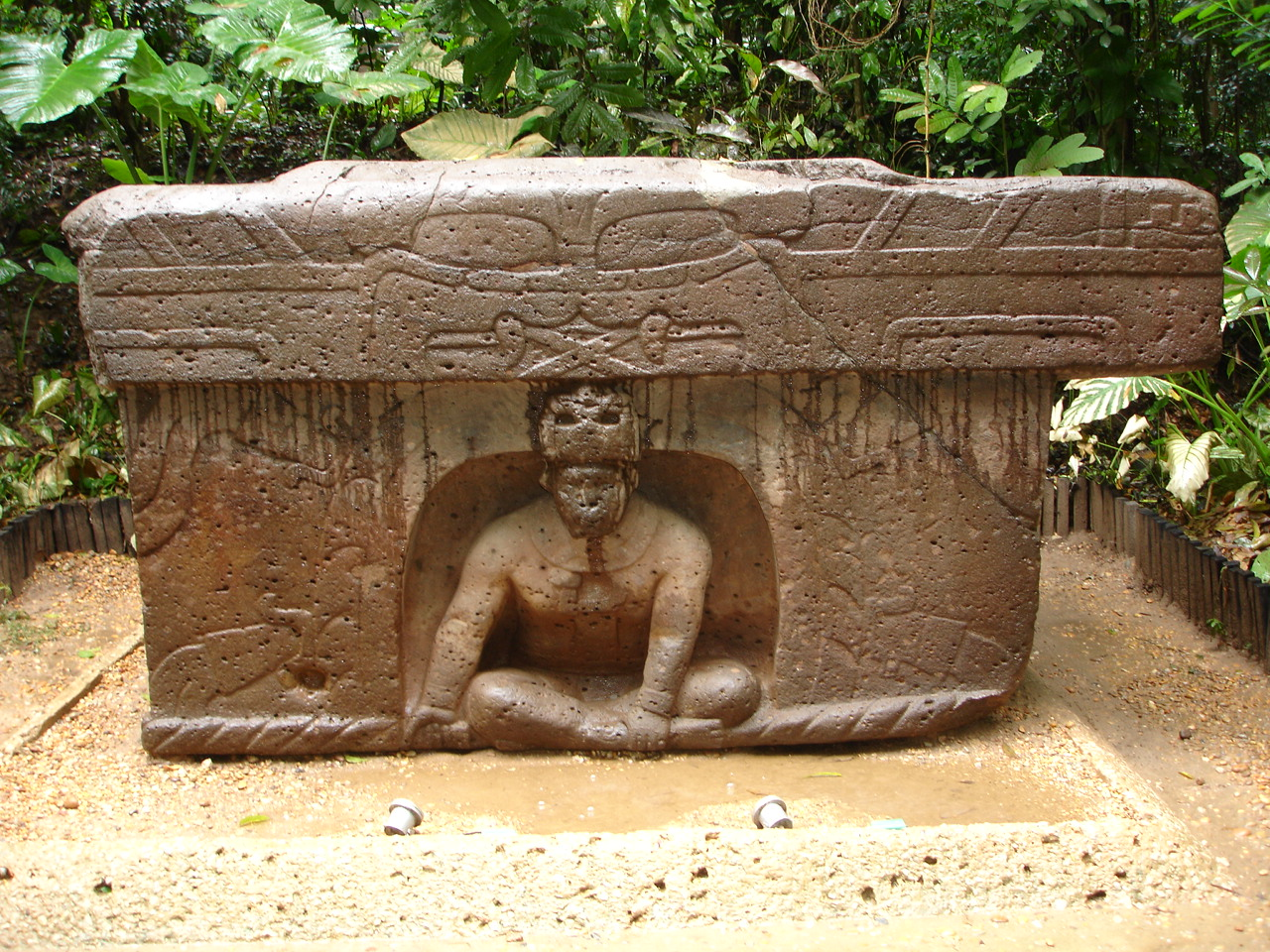
Altar 4 de La Venta
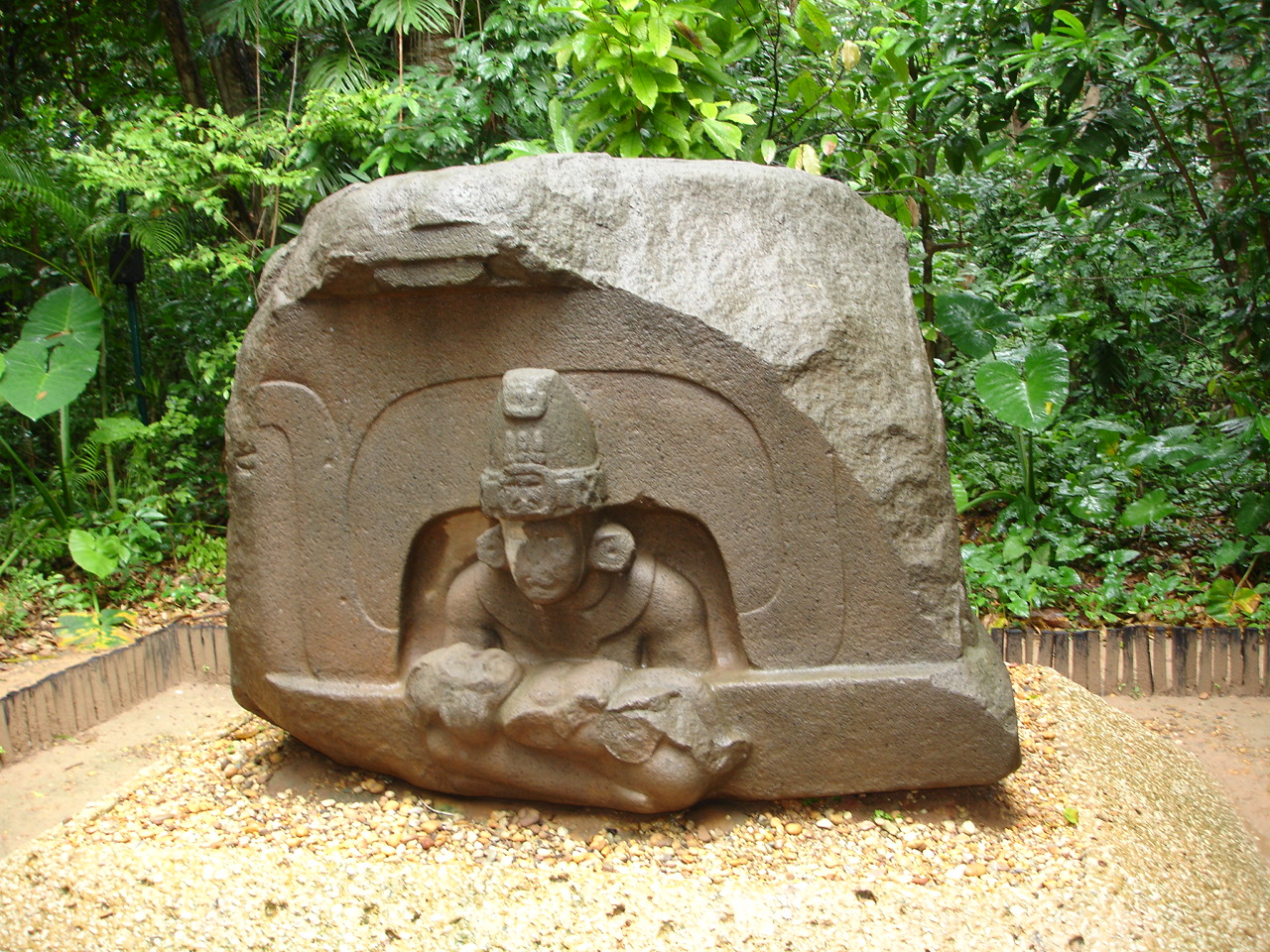
Altar 5 de La Venta

##### Descripción

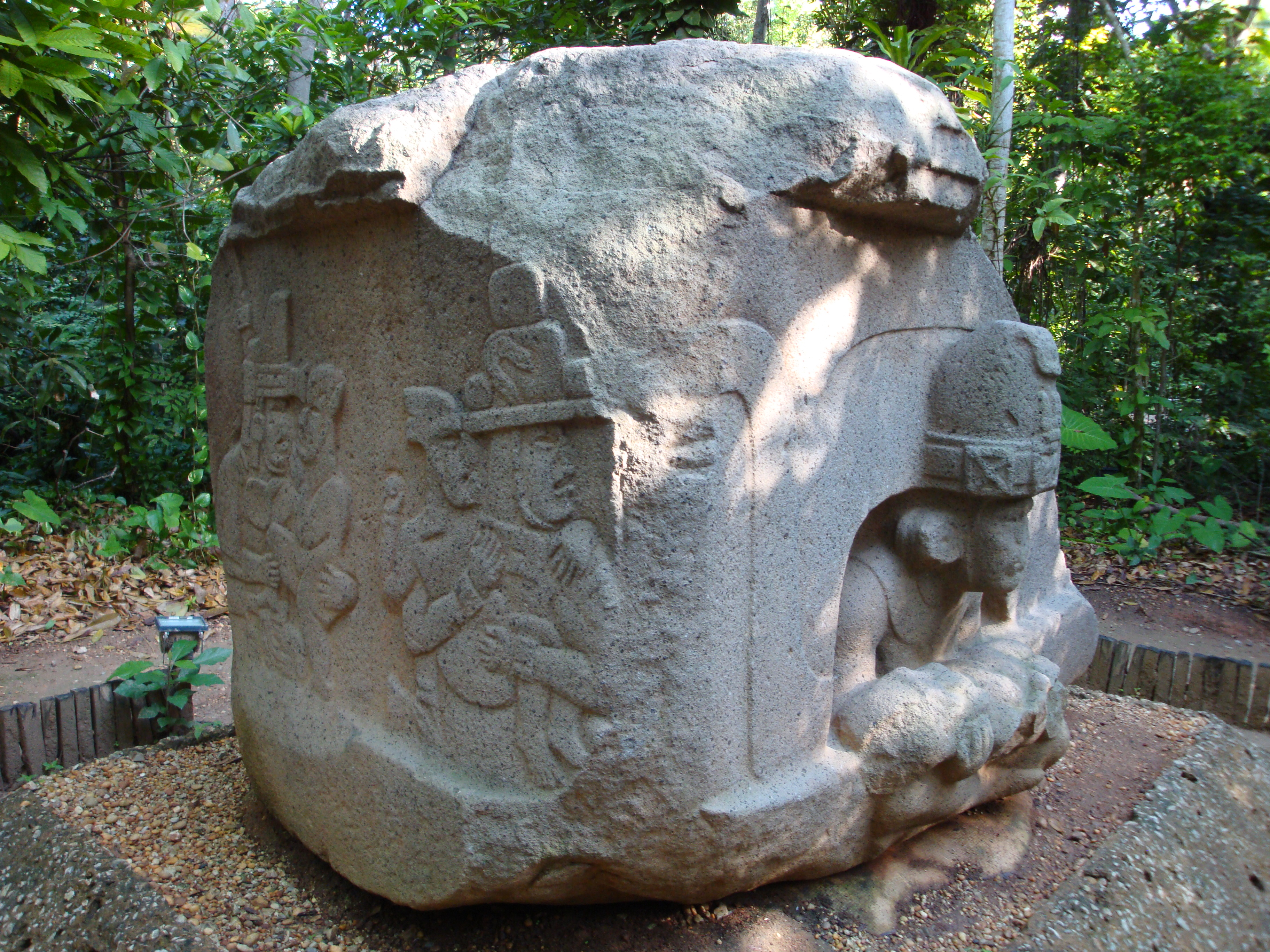
Vista de los laterales del altar n. ° 5 de La Venta con dos individuos con bebés "felinizados"

Los altares son bloques de basalto. Ciertos altares (el altar 4 y el altar 5) deben describirse como los más complejos por sus iconografías. Algunos, como el altar 7 de La Venta, que tiene una forma redondeada, se distinguen de los otros dos altares debido a su pobre conservación. El altar 4 y el altar 5 fueron encontrados en el sitio de La Venta. La altura de estos altares es de aproximadamente dos metros y aproximadamente de cuatro a cinco metros de longitud. La representación del altar es sustancialmente idéntica para ambos porque es un tema recurrente, el del nicho o la caverna generalmente simbolizados por un borde alrededor y un personaje que representa una figura masculina. Meticulosamente esculpidas, las figuras están en la parte delantera del escena, listas para surgir de una cavidad.
La figura del altar 4 reposa en el interior de este pseudonicho o caverna y sostiene, con su mano derecha e izquierda, una cuerda que se envuelve alrededor de la base del altar. El personaje está sentado, con las piernas cruzadas y lleva puesto un casco que representa la cabeza de un águila. Los lados derecho e izquierdo del altar 4 muestran individuos que están conectados a la cuerda de la figura principal. Desafortunadamente, un lado está más erosionado que el otro. También se deben notar las representaciones felinas que aparecen en la parte superior de la figura del altar 4 con colmillos, unas fauces que se dice abierta y signos distintivos del felino, como el corte en forma de V, el labio superior hacia arriba, los caninos visibles y otros motivos complejos, como el motivo de la escalera o las diagonales paralelas. Sin embargo, sobre el altar 5, no se trata de la representación del hombre y el animal, sino de un personaje que sostiene a un niño en los brazos. Debe verse por tanto que las características del niño tienen una apariencia felina. El lado izquierdo de las paredes del altar 5 muestra individuos que sostienen bebés muy similares a los jaguares. Al igual que el altar 4, una pared del altar 5 estaba completamente desfigurada. Finalmente, se puede ver en el altar 5 que la figura central que emerge de un nicho lleva un casco especial.

##### Historia
El altar 4 fue descubierto en La Venta en 1925 por Blom y Lafarge. Sigue siendo una pieza central del arte olmeca porque ese altar representa una escena magistral de la creencia olmeca que muestra al hombre emergiendo de la Tierra a través de un nicho o la cueva. Se conserva como el altar 5, en el museo de La Venta en Villahermosa (Tabasco).

##### Hipótesis
El consenso general hoy es decir que estos altares son tronos en los que las reglas iconográficas olmecas fueron grabadas o esculpidas durante importantes rituales o ceremonias religiosas. Muchos investigadores han interpretado la figura principal del altar 4 como un ser que quiere entrar en contacto con sus ancestros. En cuanto a las figuras laterales, a cada lado del altar 4, algunos creen que son figuras menores en relación con el conjunto de la obra porque representan a cautivos atados. El altar 5 es similar en diseño y tamaño al altar 4, pero la figura central tiene un bebé jaguar. Según ciertas hipótesis presentadas por especialistas, esta sería una interpretación mítica del niño animalizado visto como una ofrenda a la Tierra y también como un símbolo de autoridad.

## Arte y escritura

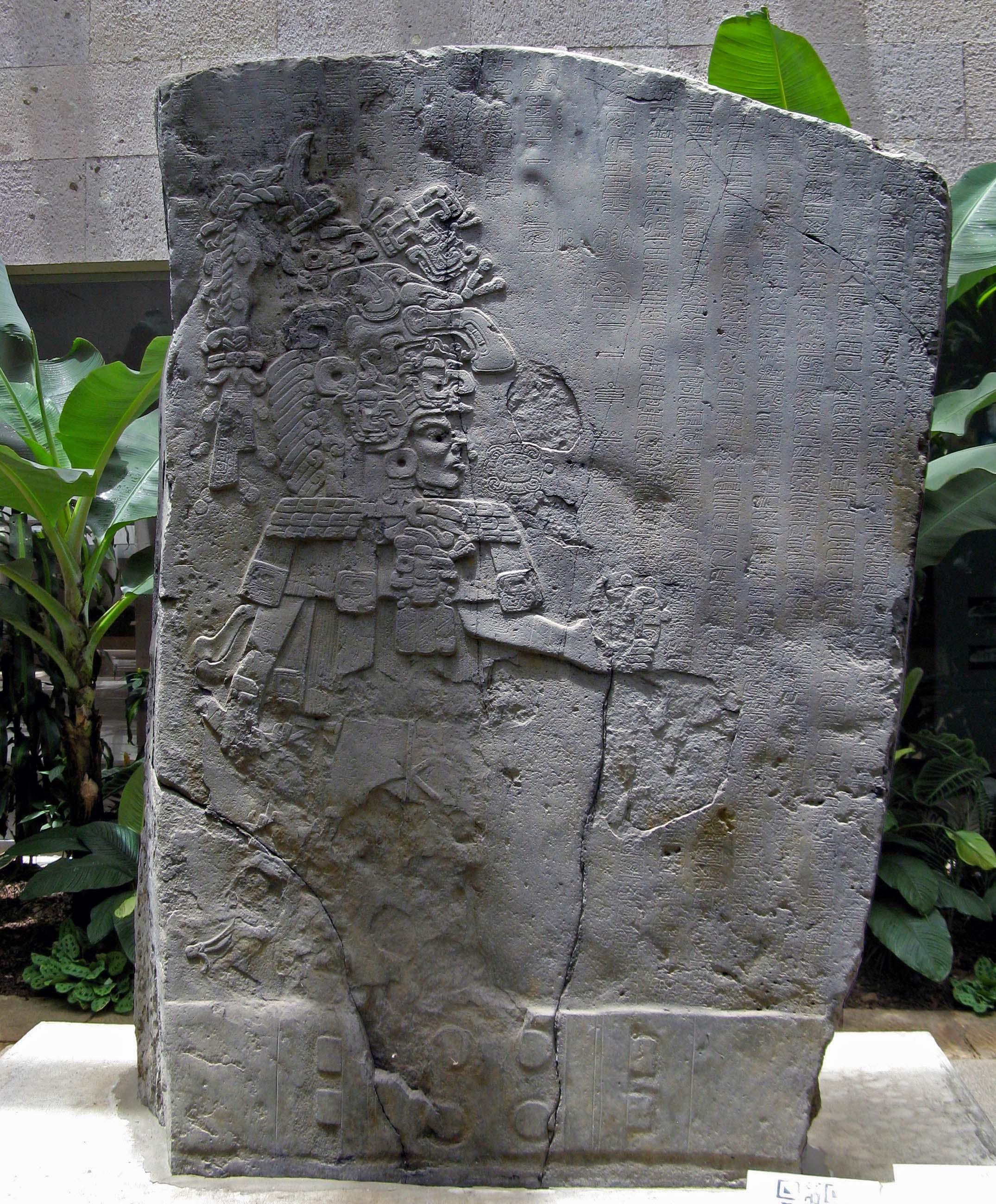
Estela 1 de La Mojarra

La escritura olmeca no es un arte en el sentido literal, pero es normal desarrollar un párrafo para comprender el lenguaje de los signos que es una forma de escritura artística que cubre un pensamiento que cae principalmente dentro del dominio religioso y del campo sociopolítico. Se ha especulado mucho sobre si los olmecas fueron la primera cultura en el continente americano que creó el número cero. El calendario de cuenta larga utilizado por los mayas es una numeración escrita  vigesimal utilizado para anotar las fechas registradas en tun (año de cuenta por valor de 360 días). Esta numeración característica se presenta en forma de dos glifos: el punto-barra y el glifo cefalomorfo. Cada uno comporta un número llamado cero de posición. Pero el calendario de cuenta larga apareció mucho antes que la civilización maya. Según Richard Diehl, se supone que el uso de cero fue una invención de los olmecas. De hecho, se encontraron varias fechas de la cuenta larga en los sitios olmecas. Así, y aunque la civilización olmeca se extinguió alrededor del 500 a. C., varios siglos antes del calendario de cuenta larga maya, algunos eruditos todavía creen que el cero no es una invención  olmeca.
En 1939, el arqueólogo Matthew Stirling descubrió en Tres Zapotes la parte inferior de una estela llamada estela C. Esta última está en basalto. Un lado muestra un «hombre-jaguar» y el otro lado describe el modelo más antiguo del calendario maya de cuenta larga. La fecha que ha sido traducida en la estela corresponde a las siguientes cifras: 7.16.6.16.18. Estas últimas estarían próximas en nuestro calendario actual al 3 de septiembre del 32 a. C.. Aunque hubo cierta controversia con respecto a esa fecha porque faltaba un baktun (período de 20 baktunob) que Stirling había interpretado como el número 7. La controversia terminó en 1969, el año del descubrimiento de la parte superior de la estela C. Matthew Stirling había tenido razón al suponer que había dado con el número 7. Pero otra estela llamada Estela 2 de Chiapa de Corzo en Chiapas, con una fecha de 7.16.3.2.13, sería más antigua que la estela C porque estaría fechada en el año362 a. C.. La importancia de estas estelas grabadas post-olmecas muestra la supervivencia de una cultura y de un arte en beneficio de otras civilizaciones.

## Galería de imágenes

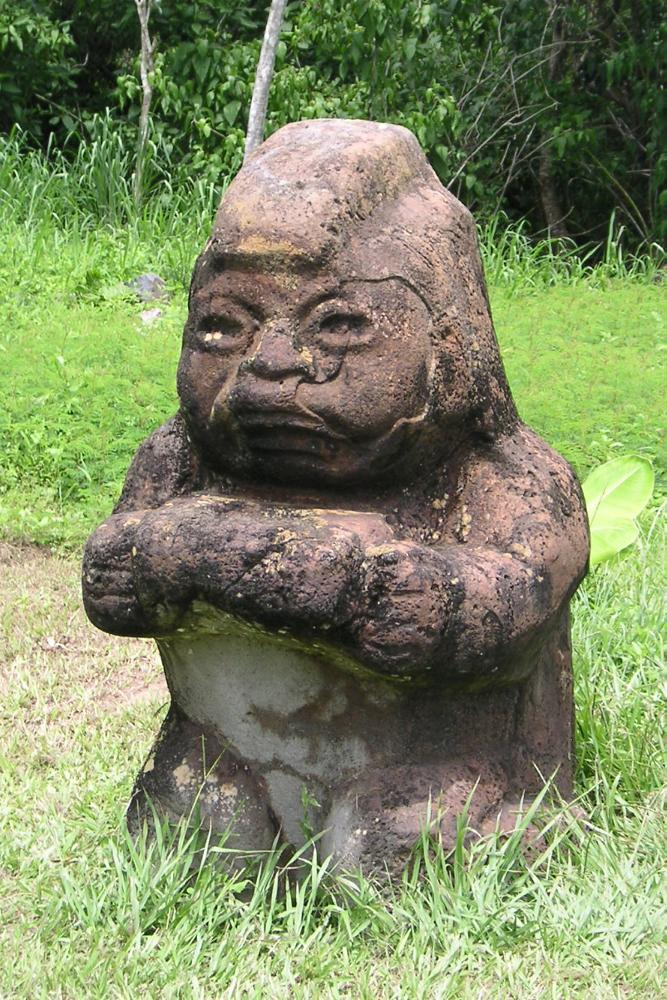
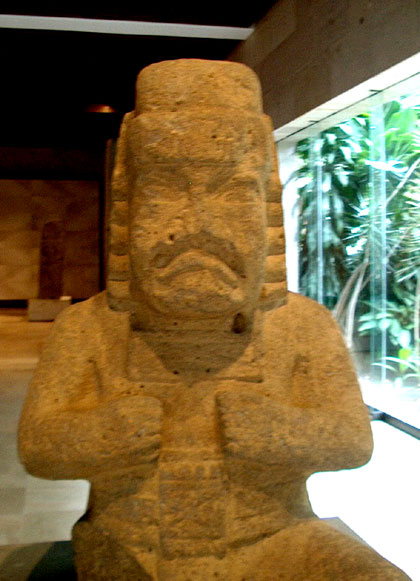
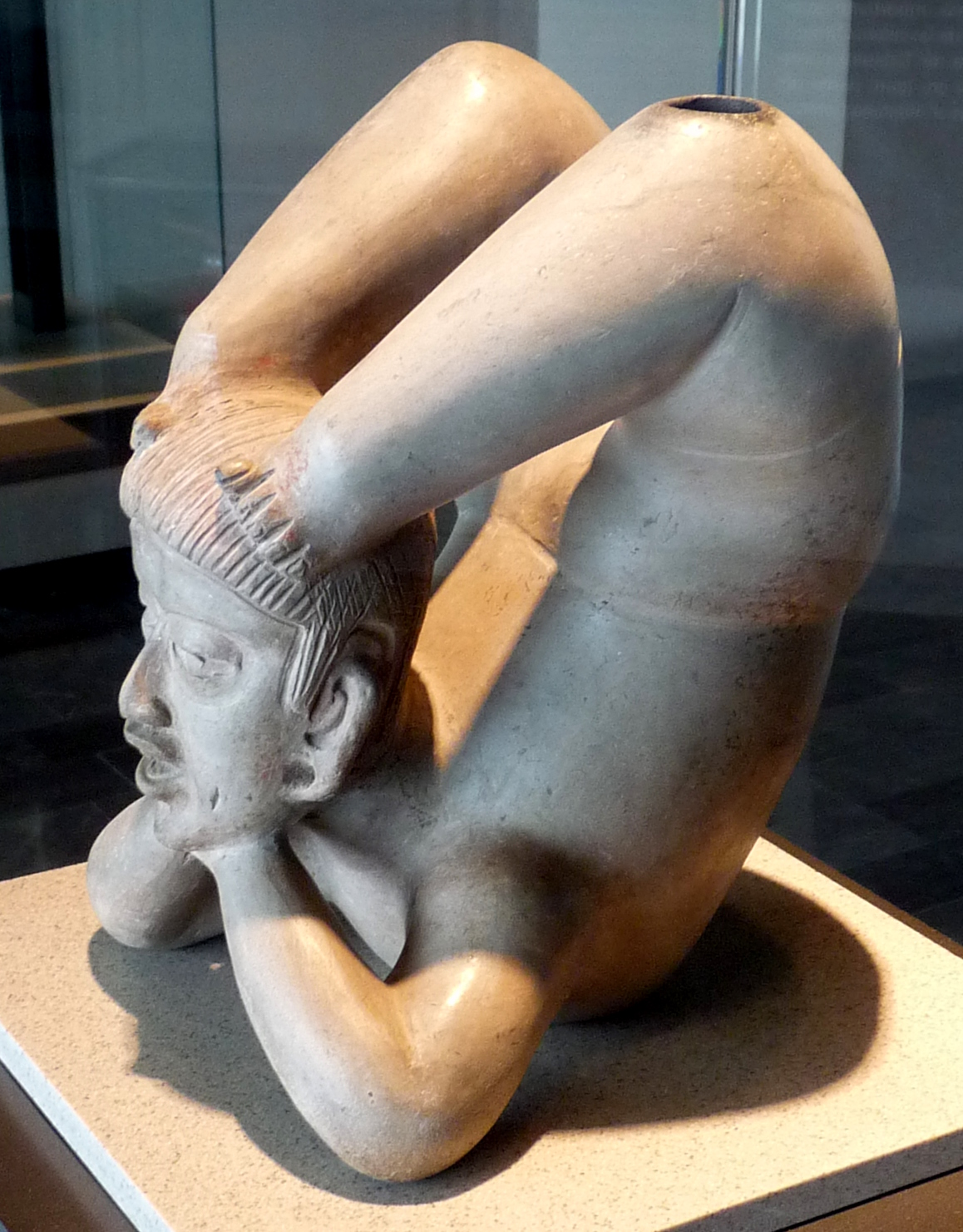
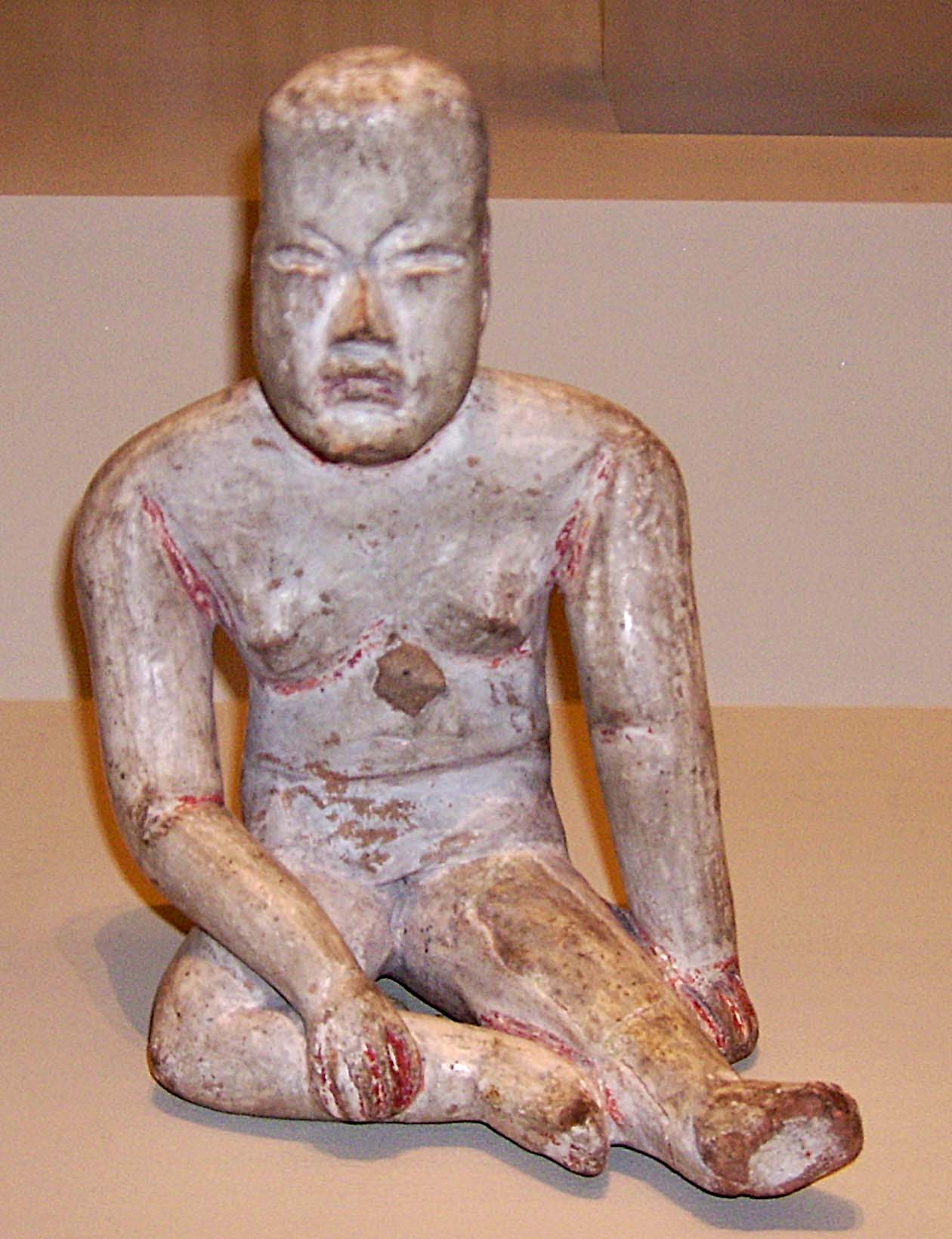
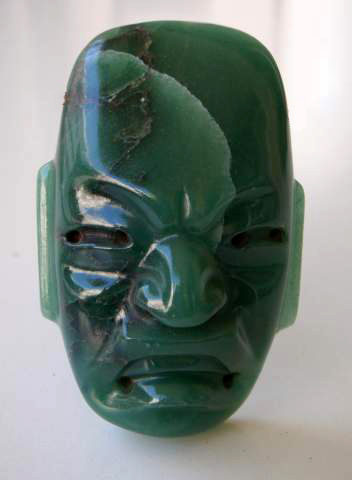
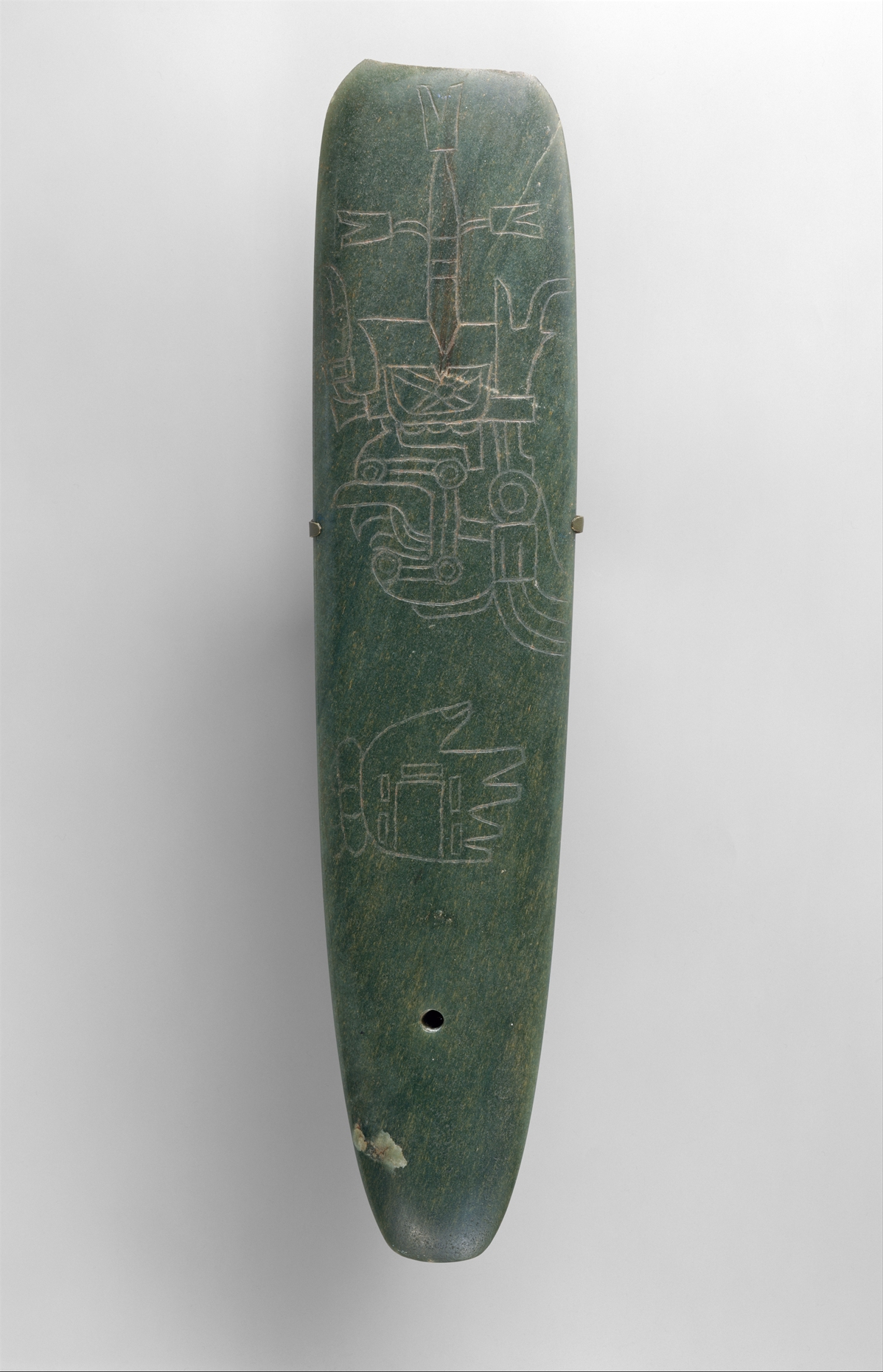
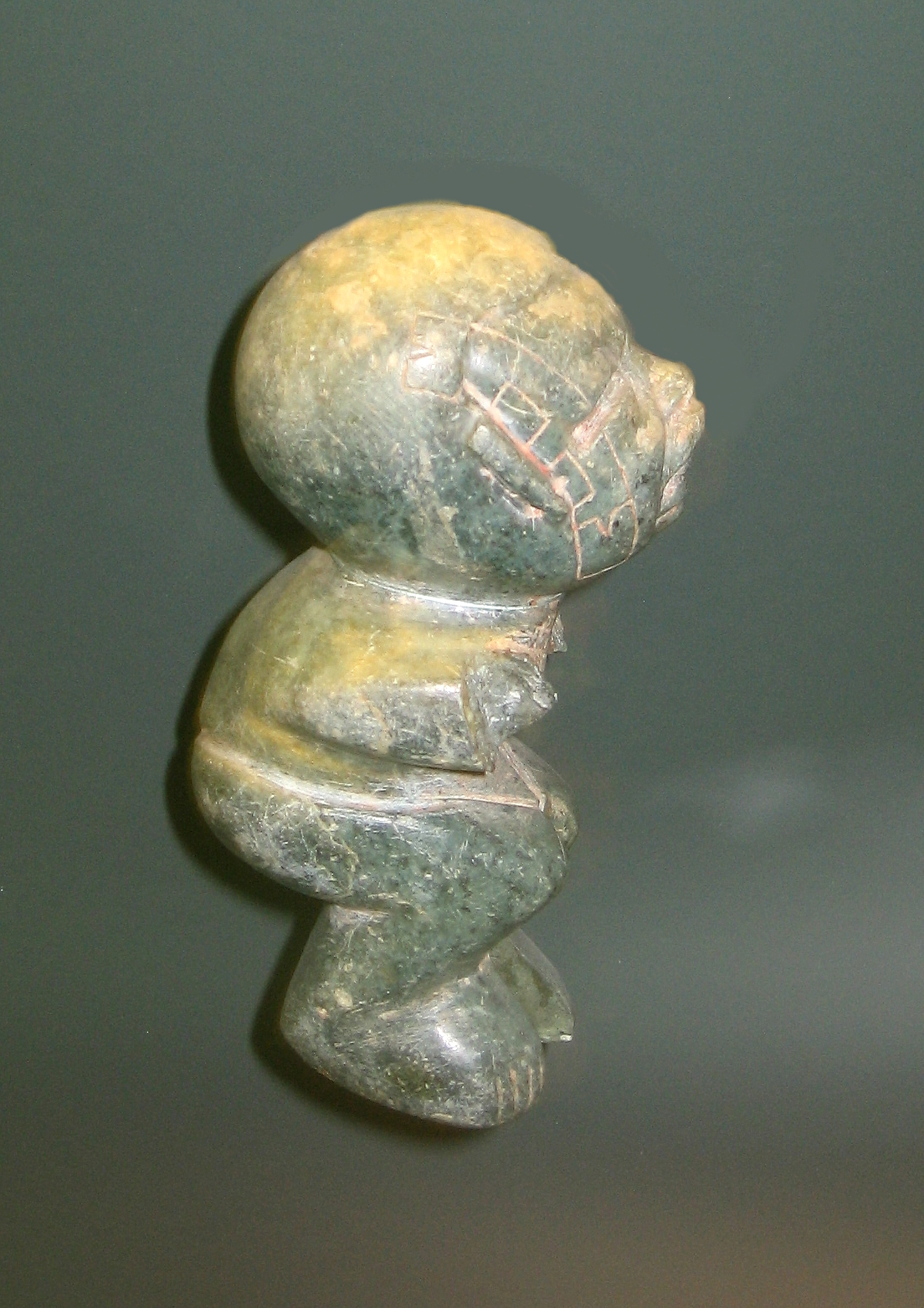
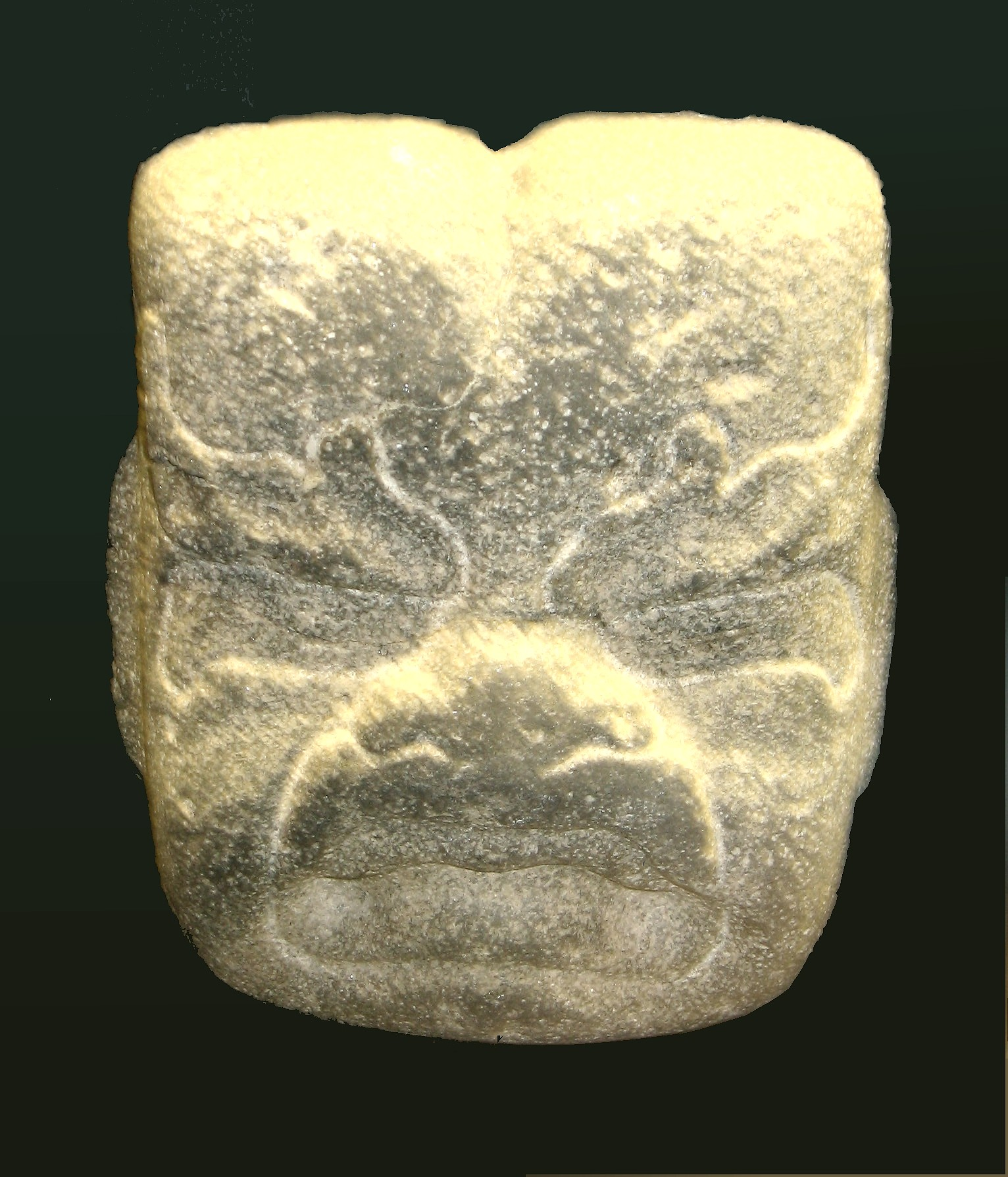
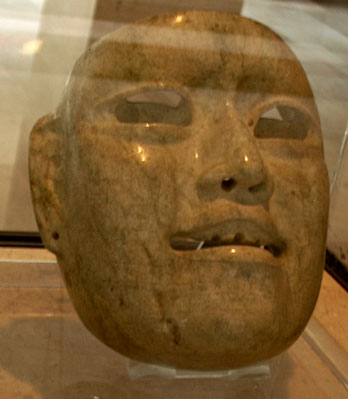
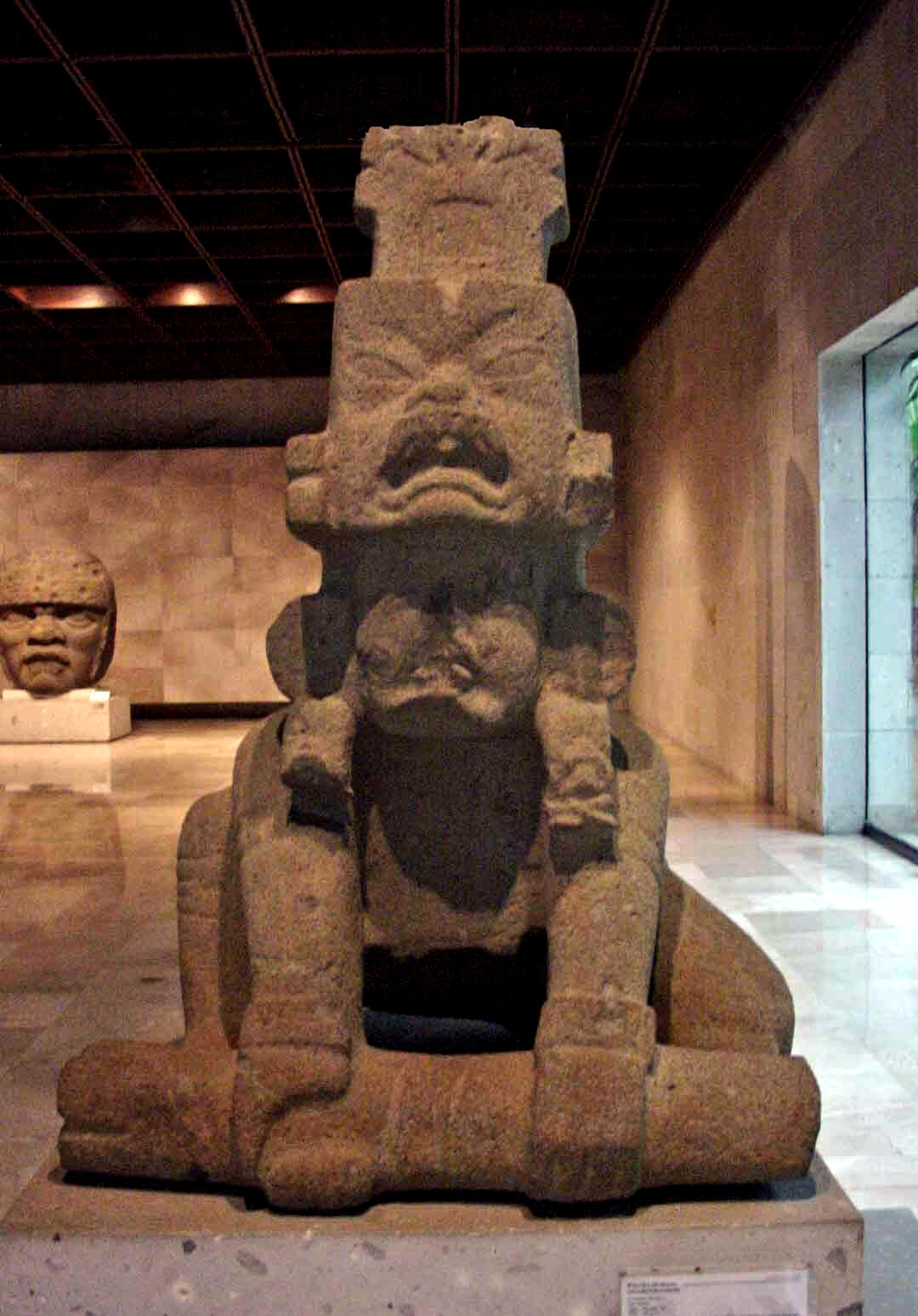
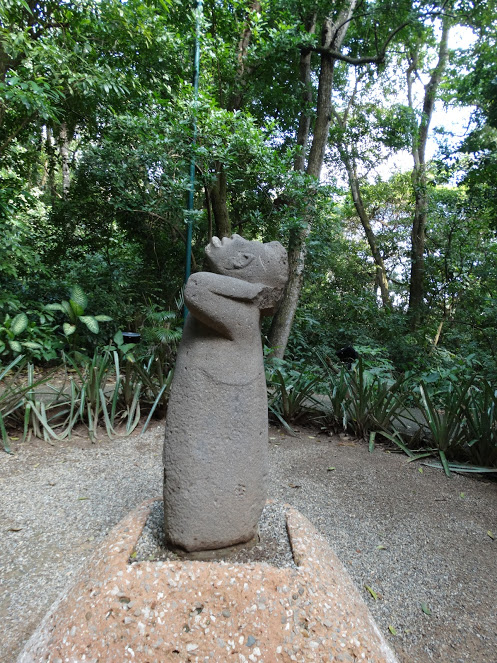
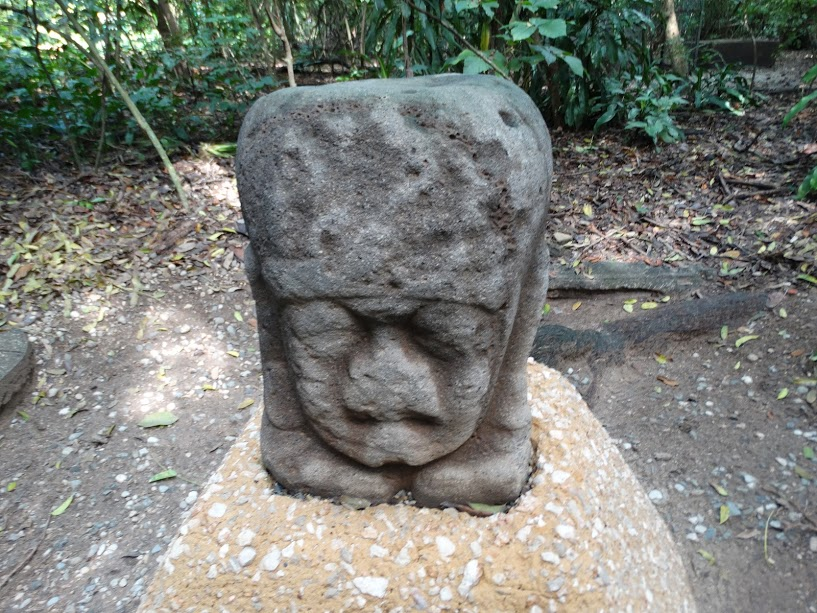
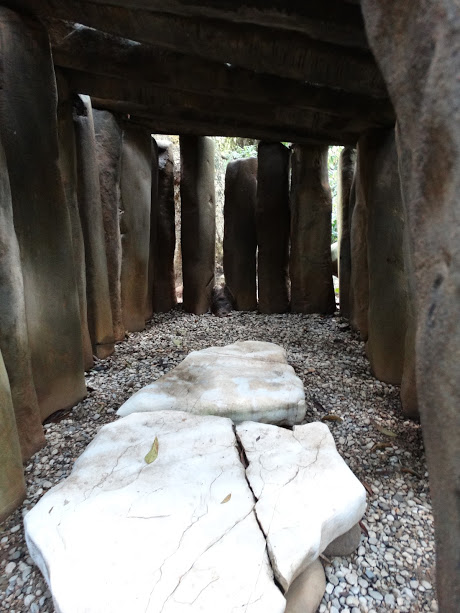